# Skoki narciarskie na Zimowych Igrzyskach Olimpijskich 1988
Skoki narciarskie na Zimowych Igrzyskach Olimpijskich 1988 – zawody olimpijskie w skokach narciarskich przeprowadzone między 14 a 24 lutego 1988 roku w ramach igrzysk w Calgary.
Skoczkowie rywalizowali o medale olimpijskie po raz piętnasty. Rozegrano dwa konkursy indywidualne, w których zarówno na obiekcie normalnym (K-89), jak i na dużym (K-114) zwyciężył Matti Nykänen. Na mniejszej skoczni wyprzedził on Pavla Ploca i Jiříego Malca, zaś za drugim razem – Erika Johnsena i Matjaža Debelaka. Po raz pierwszy w historii igrzysk odbył się konkurs drużynowy, w którym złoty medal zdobyła Finlandia, srebrny – Jugosławia, a brązowy – Norwegia. Dzięki temu Matti Nykänen został pierwszym skoczkiem, który zdobył w czasie jednych igrzysk trzy tytuły mistrza olimpijskiego.
Łącznie w zawodach wystartowało 65 skoczków, reprezentujących 19 państw. Najmłodszym zawodnikiem był Heinz Kuttin (17 lat i 40 dni), natomiast najstarszym – Piotr Fijas (29 lat i 241 dni). Po raz ostatni w olimpijskich konkursach skoków narciarskich wzięli udział przedstawiciele Hiszpanii, Jugosławii, Niemieckiej Republiki Demokratycznej i Związku Radzieckiego, zaś po raz pierwszy wystartował w nich reprezentant Wielkiej Brytanii. Ponadto po ośmioletniej przerwie do rywalizacji olimpijskiej powrócili skoczkowie ze Szwecji.
Były to ostatnie igrzyska olimpijskie, w czasie których dominował styl klasyczny w skokach narciarskich.

## Przed igrzyskami

### Budowa skoczni narciarskich

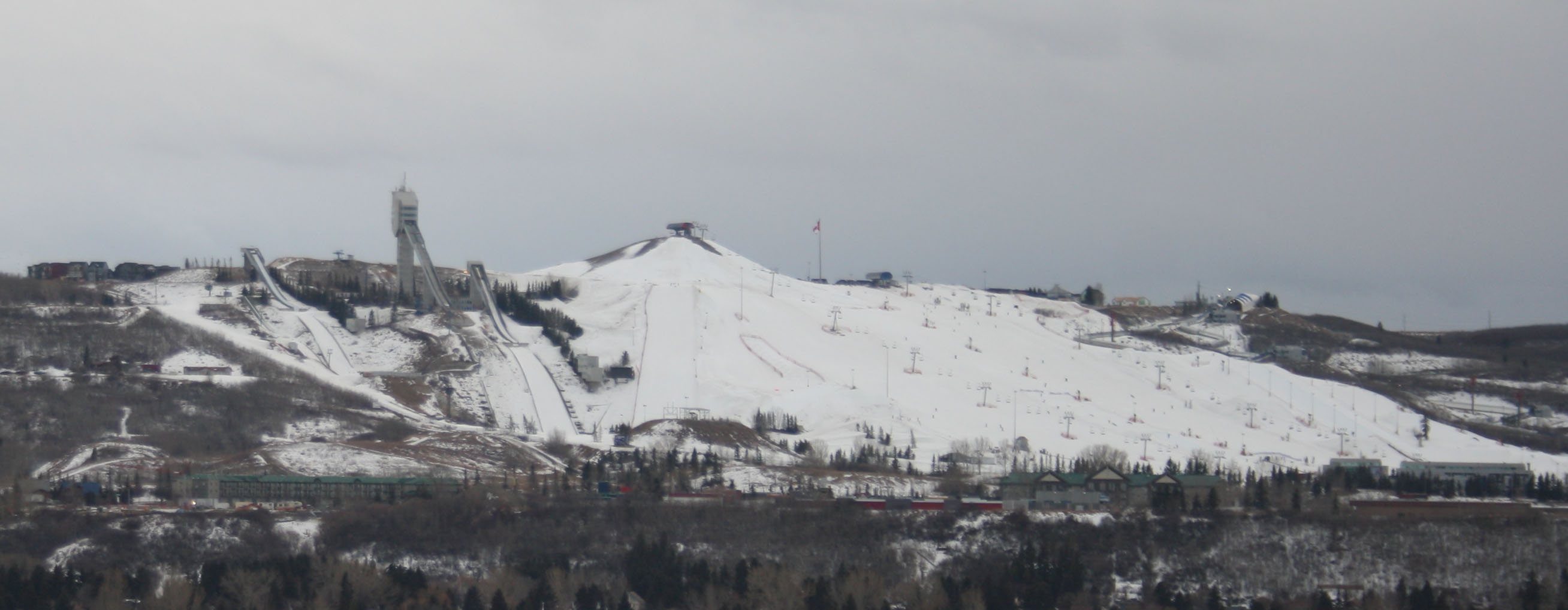
Panorama Canada Olympic Park – po lewej widoczny kompleks skoczni narciarskich

Calgary otrzymało prawo organizacji XV Zimowych Igrzysk Olimpijskich we wrześniu 1981. W przedstawionym pierwotnie Międzynarodowemu Komitetowi Olimpijskiemu projekcie zakładano, że zawody w skokach narciarskich (a także w biegach narciarskich, bobslejach i saneczkarstwie) zostaną przeprowadzone w leżącym o około 50 km na zachód od miasta ośrodku turystycznym Bragg Creek u podnóża Canadian Rockies. W lipcu 1983 zdecydowano jednak o lokalizacji zawodów w skokach, bobslejach i saneczkarstwie w rejonie ośrodka narciarskiego Paskapoo na obrzeżach Calgary, na co wpływ miały protesty mieszkańców Bragg Creek, znaczący spadek cen ziemi w Paskapoo oraz chęć zorganizowania zawodów we wspomnianych dyscyplinach możliwie najbliżej miasta gospodarza. Na obszarze wydzierżawionym przez rząd federalny w Paskapoo zaprojektowano Canada Olympic Park, którego częścią był kompleks skoczni narciarskich. Jego budowę rozpoczęto jesienią 1984, a zakończono w listopadzie 1986. Całość inwestycji kosztowała 72,2 mln dolarów kanadyjskich. Jeszcze w czasie powstawania park olimpijski odwiedziło ponad 100 tysięcy osób.
Kompleks skoczni olimpijskich w Calgary składa się z czterech obiektów. Skocznia duża (K-114) i normalna (K-89) z rozbiegami betonowymi składają się z wspólnego wybiegu zakończonego przeciwstokiem. Po obu jego stronach wybudowano trybuny mieszące 35 tysięcy widzów, dodatkowo przewidziano możliwość oglądania zawodów przez dodatkowych 15 tysięcy osób stojących wokół przeciwstoku. Do celów treningowych przeznaczono skocznię 30-metrową (małą), mającą wspólny wybieg z obiektem 50-metrowym (średnim). Ten ostatni, podobnie jak skocznię normalną, wyposażono w nawierzchnię igelitową. Wierzchołek wieży obiektu dużego jest najwyżej położonym punktem w najbliższym otoczeniu Calgary, stąd też przewidziano dla niego również funkcję miejsca widokowego. Kompleks, wraz z całym Canada Olympic Park, otwarto oficjalnie 23 listopada 1986. Pierwsze zawody na skoczni normalnej odbyły się 28 i 29 listopada 1986 w ramach cyklu imprez Preview 88, będących próbą generalną przed igrzyskami olimpijskimi, nie spotkały się one jednak z większym zainteresowaniem. Później, pod koniec 1987, kompleks uzupełniono o odpowiednie zaplecze techniczne dla mediów.

### Wprowadzenie konkursu drużynowego
Igrzyska olimpijskie w Calgary były pierwszymi, w czasie których zorganizowano konkurs drużynowy w skokach narciarskich na obiekcie dużym. Konkurencja ta została wcześniej wprowadzona do programu mistrzostw świata w narciarstwie klasycznym (po raz pierwszy rozegrano ją w ramach tej imprezy w 1982 w Oslo). Drużyny składały się z czterech zawodników, którzy oddawali po dwie próby (odpowiednio w I i II serii). W każdej z serii do łącznej noty reprezentacji zaliczano trzy najlepiej punktowane skoki.

### Tło zawodów

#### Poprzednie imprezy mistrzowskie
W czasie XIV Igrzysk Olimpijskich 1984 w Sarajewie główną rolę odgrywali reprezentant NRD Jens Weißflog i Fin Matti Nykänen – w obu konkursach zajęli dwa najwyższe miejsca, przy czym Weißflog zwyciężył na skoczni normalnej, a Nykänen na dużej. Ostatnie miejsce na podium na mniejszym obiekcie wywalczył Fin Jari Puikkonen, zaś na skoczni dużej 3. lokatę zajął reprezentant Czechosłowacji Pavel Ploc.
W lutym 1987 odbyły się w Oberstdorfie XXIII Mistrzostwa Świata w Narciarstwie Klasycznym, w ramach których rozegrano trzy konkursy – dwa indywidualne i jeden drużynowy. Na skoczni dużej zwyciężył Andreas Felder (Austria) przed Vegardem Opaasem (Norwegia) i Ernstem Vettorim (Austria). Mistrzem na skoczni normalnej został Jiří Parma (Czechosłowacja), wyprzedzając Mattiego Nykänena i V. Opaasa. W zawodach drużynowych na większym obiekcie zwyciężyła Finlandia (M. Nykänen, Ari-Pekka Nikkola, Tuomo Ylipulli, Pekka Suorsa), przed Norwegią (Ole Christian Eidhammer, Hroar Stjernen, Ole Gunnar Fidjestøl, V. Opaas), a brązowe medale zdobyli reprezentanci Austrii (A. Felder, E. Vettori, Richard Schallert, Franz Neuländtner).

#### Przebieg sezonu 1987/1988
Przed startem igrzysk olimpijskich rozegrano 14 konkursów Pucharu Świata 1987/1988. Sezon zdominował Matti Nykänen, który zwyciężył 8 razy, a także dwukrotnie zajął drugie miejsce. Ponadto czterokrotnie wygrał Pavel Ploc (do tego dwukrotnie był drugi). Po jednej wygranej na koncie mieli Jens Weißflog (łącznie 5 razy na podium) i Ernst Vettori (2 razy na podium).
Odbywający się na przełomie 1987 i 1988 w ramach PŚ 36. Turniej Czterech Skoczni z niemal 100-punktową przewagą wygrał Matti Nykänen, wygrywając w trzech konkursach i w jednym zajmując drugą lokatę. Na podium imprezy stanęli również Jens Weißflog i Jiří Parma. Ostatnimi zawodami PŚ przed rozpoczęciem igrzysk był Turniej Szwajcarski – również i jego klasyfikację ogólną wygrał Nykänen, przed Miranem Tepešem (Jugosławia) i Ernstem Vettorim. Na podium konkursu w Engelbergu, rozegranego 24 stycznia 1988 roku na zakończenie turnieju, znaleźli się: J. Weißflog, M. Nykänen i Andreas Felder.

#### Klasyfikacje Pucharu Świata i Pucharu Narodów
W klasyfikacji generalnej Pucharu Świata Matti Nykänen wyprzedzał o 57 punktów Pavla Ploca i o 109 punktów Jensa Weißfloga. W 1988 zrezygnowano na stałe z wliczania konkursów olimpijskich do klasyfikacji Pucharu Świata.
| Klasyfikacja Pucharu Świata przed rozpoczęciem IO | Klasyfikacja Pucharu Świata przed rozpoczęciem IO | Klasyfikacja Pucharu Świata przed rozpoczęciem IO | Klasyfikacja Pucharu Świata przed rozpoczęciem IO | Klasyfikacja Pucharu Świata przed rozpoczęciem IO |
| Miejsce                                           | Zawodnik                                          | Państwo                                           | Punkty                                            | Strata do lidera                                  |
| ------------------------------------------------- | ------------------------------------------------- | ------------------------------------------------- | ------------------------------------------------- | ------------------------------------------------- |
| 1.                                                | Matti Nykänen                                     | Finlandia                                         | 220                                               | –                                                 |
| 2.                                                | Pavel Ploc                                        | Czechosłowacja                                    | 163                                               | 57                                                |
| 3.                                                | Jens Weißflog                                     | NRD                                               | 111                                               | 109                                               |
| 4.                                                | Jiří Parma                                        | Czechosłowacja                                    | 100                                               | 120                                               |
| 5.                                                | Ernst Vettori                                     | Austria                                           | 99                                                | 121                                               |
| 6.                                                | Miran Tepeš                                       | Jugosławia                                        | 96                                                | 124                                               |
| 7.                                                | Primož Ulaga                                      | Jugosławia                                        | 71                                                | 149                                               |
| 8.                                                | Andreas Bauer                                     | RFN                                               | 61                                                | 159                                               |
| 9.                                                | Staffan Tällberg                                  | Szwecja                                           | 60                                                | 160                                               |
| 10.                                               | Dieter Thoma                                      | RFN                                               | 56                                                | 165                                               |
| 11.                                               | Vegard Opaas                                      | Norwegia                                          | 50                                                | 170                                               |
| 12.                                               | Josef Heumann                                     | RFN                                               | 44                                                | 176                                               |
| 13.                                               | Franz Wiegele                                     | Austria                                           | 43                                                | 177                                               |
| 14.                                               | Ole Christian Eidhammer                           | Norwegia                                          | 40                                                | 180                                               |
| 15.                                               | Andreas Felder                                    | Austria                                           | 38                                                | 182                                               |
| 16.                                               | Christian Hauswirth                               | Szwajcaria                                        | 37                                                | 183                                               |
| 17.                                               | Ole Gunnar Fidjestøl                              | Norwegia                                          | 34                                                | 186                                               |
| 18.                                               | Jari Puikkonen                                    | Finlandia                                         | 31                                                | 189                                               |
| 19.                                               | Mike Holland                                      | USA                                               | 29                                                | 191                                               |
| 20.                                               | Martin Švagerko                                   | Czechosłowacja                                    | 28                                                | 192                                               |
| 21.                                               | Remo Lederer                                      | NRD                                               | 26                                                | 194                                               |
| 22.                                               | Horst Bulau                                       | Kanada                                            | 25                                                | 195                                               |
| 23.                                               | Jan Boklöv                                        | Szwecja                                           | 24                                                | 196                                               |
| 24.                                               | Tuomo Ylipulli                                    | Finlandia                                         | 23                                                | 197                                               |
| 25.                                               | Erik Johnsen                                      | Norwegia                                          | 22                                                | 198                                               |
| 25.                                               | Pekka Suorsa                                      | Finlandia                                         | 22                                                | 198                                               |
| 27.                                               | Heinz Kuttin                                      | Austria                                           | 20                                                | 200                                               |
| 27.                                               | Werner Schuster                                   | Austria                                           | 20                                                | 200                                               |
| 29.                                               | Steve Collins                                     | Kanada                                            | 18                                                | 202                                               |
| 30.                                               | Fabrice Piazzini                                  | Szwajcaria                                        | 16                                                | 204                                               |
| 31.                                               | Todd Gillman                                      | Kanada                                            | 15                                                | 205                                               |
| 32.                                               | Jon Inge Kjørum                                   | Norwegia                                          | 14                                                | 206                                               |
| 33.                                               | Hroar Stjernen                                    | Norwegia                                          | 13                                                | 207                                               |
| 34.                                               | Kai Nokelainen                                    | Finlandia                                         | 12                                                | 208                                               |
| 35.                                               | Heikki Ylipulli                                   | Finlandia                                         | 11                                                | 209                                               |
| 35.                                               | Christoph Lehmann                                 | Szwajcaria                                        | 11                                                | 209                                               |
| 35.                                               | Virginio Lunardi                                  | Włochy                                            | 11                                                | 209                                               |
| 38.                                               | Robert Kopač                                      | Jugosławia                                        | 10                                                | 210                                               |
| 39.                                               | Rajko Lotrič                                      | Jugosławia                                        | 9                                                 | 211                                               |
| 39.                                               | Magnus Åström                                     | Szwecja                                           | 9                                                 | 211                                               |
| 39.                                               | Risto Laakkonen                                   | Finlandia                                         | 9                                                 | 211                                               |
| 42.                                               | Matjaž Debelak                                    | Jugosławia                                        | 7                                                 | 213                                               |
| 42.                                               | Piotr Fijas                                       | Polska                                            | 7                                                 | 213                                               |
| 42.                                               | Ulf Findeisen                                     | NRD                                               | 7                                                 | 213                                               |
| 42.                                               | Ron Richards                                      | Kanada                                            | 7                                                 | 213                                               |
| 42.                                               | Sandro Sambugaro                                  | Włochy                                            | 7                                                 | 213                                               |
| 47.                                               | Jiří Malec                                        | Czechosłowacja                                    | 6                                                 | 214                                               |
| 48.                                               | Peter Rohwein                                     | RFN                                               | 5                                                 | 215                                               |
| 48.                                               | Katsushi Tao                                      | Japonia                                           | 5                                                 | 215                                               |
| 48.                                               | Andriej Wierwiejkin                               | ZSRR                                              | 5                                                 | 215                                               |
| 51.                                               | Tomaž Dolar                                       | Jugosławia                                        | 4                                                 | 216                                               |
| 51.                                               | Mark Konopacke                                    | USA                                               | 4                                                 | 216                                               |
| 51.                                               | Günther Stranner                                  | Austria                                           | 4                                                 | 216                                               |
| 54.                                               | Gérard Balanche                                   | Szwajcaria                                        | 3                                                 | 217                                               |
| 54.                                               | Thomas Klauser                                    | RFN                                               | 3                                                 | 217                                               |
| 56.                                               | Władimir Brejczew                                 | Bułgaria                                          | 2                                                 | 218                                               |
| 57.                                               | Ladislav Dluhoš                                   | Czechosłowacja                                    | 1                                                 | 219                                               |
| 57.                                               | Udo Okraffka                                      | NRD                                               | 1                                                 | 219                                               |
| 57.                                               | Trond Jøran Pedersen                              | Norwegia                                          | 1                                                 | 219                                               |

W klasyfikacji generalnej Pucharu Narodów prowadziła Finlandia, dla której prawie 70% punktów zdobył Nykänen (łącznie punktowało 7 skoczków). Wyprzedzała ona o 33 punkty Czechosłowację (jedyną reprezentację punktującą we wszystkich zawodach PŚ; razem 5 zawodników) i o 120 punktów Austrię (do jej dorobku zaliczano punkty 6 skoczków).
| Klasyfikacja Pucharu Narodów przed rozpoczęciem IO | Klasyfikacja Pucharu Narodów przed rozpoczęciem IO | Klasyfikacja Pucharu Narodów przed rozpoczęciem IO | Klasyfikacja Pucharu Narodów przed rozpoczęciem IO |
| Miejsce                                            | Państwo                                            | Punkty                                             | Strata do lidera                                   |
| -------------------------------------------------- | -------------------------------------------------- | -------------------------------------------------- | -------------------------------------------------- |
| 1.                                                 | Finlandia                                          | 359                                                | –                                                  |
| 2.                                                 | Czechosłowacja                                     | 326                                                | 33                                                 |
| 3.                                                 | Austria                                            | 239                                                | 120                                                |
| 4.                                                 | Jugosławia                                         | 208                                                | 151                                                |
| 5.                                                 | Norwegia                                           | 178                                                | 181                                                |
| 6.                                                 | RFN                                                | 169                                                | 190                                                |
| 7.                                                 | NRD                                                | 145                                                | 214                                                |
| 8.                                                 | Szwecja                                            | 93                                                 | 266                                                |
| 9.                                                 | Szwajcaria                                         | 67                                                 | 292                                                |
| 10.                                                | Kanada                                             | 65                                                 | 294                                                |
| 11.                                                | USA                                                | 33                                                 | 326                                                |
| 12.                                                | Włochy                                             | 18                                                 | 341                                                |
| 13.                                                | Polska                                             | 7                                                  | 352                                                |
| 14.                                                | Japonia                                            | 5                                                  | 354                                                |
| 15.                                                | ZSRR                                               | 5                                                  | 354                                                |
| 16.                                                | Bułgaria                                           | 2                                                  | 357                                                |

## Harmonogram zawodów
Zawody indywidualne na skoczni normalnej odbyły się zgodnie z planem 14 lutego 1988 roku – seria próbna rozpoczęła się o 11:15 czasu miejscowego, a I seria konkursowa o 13:30. Organizację kolejnych treningów i konkursów utrudniła zmienna pogoda, przede wszystkim odwilż i silny wiatr. Jako drugie  miały zostać rozegrane zawody drużynowe na skoczni dużej, których początek przewidziano na 17 lutego o 13:30, jednak tego dnia nie oddano w Canada Olympic Park żadnych prób z powodu siły wiatru przekraczającej 40 km/h. Nie rozlosowano też kolejności startu poszczególnych reprezentacji, a sam konkurs przełożono na kolejny dzień. 18 lutego odbyły się trzy serie treningowe, jednak rozegranie zawodów ponownie uniemożliwiały silne podmuchy wiatru, wobec czego jury kilkakrotnie przesuwało godzinę ich rozpoczęcia, a następnie rozważało przeniesienie ich na skocznię normalną, by ostatecznie zdecydować o nowym terminie w kolejnym tygodniu.
Problemy z pogodą spowodowały zamianę kolejności zawodów drużynowych i indywidualnych na większym obiekcie. Konkurs indywidualny na skoczni dużej miał odbyć się pierwotnie 20 lutego, jednak i w tym przypadku uniemożliwiły go złe warunki atmosferyczne, podobnie jak w kolejnych dwóch dniach. Poza silnym wiatrem utrudnieniem stała się odwilż – temperatura powietrza wzrosła nawet do 17 °C. Zawody udało się rozegrać 23 lutego, choć również z opóźnieniem – seria próbna rozpoczęła się o 13:00, a I seria o 14:00 (planowano ją na 12:30). Oglądała je największa w czasie tych igrzysk, przeszło 80-tysięczna widownia, m.in. dzięki decyzji o sprzedaży biletów na trzy konkurencje jednocześnie w ramach rekompensaty za wielokrotne przekładanie zawodów. Konkurs drużynowy udało się ostatecznie rozegrać 24 lutego, tym razem już bez przeszkód pogodowych – serię próbną rozpoczęto o 11:45, zaś właściwa rywalizacja rozpoczęła się o 13:30.

## Skocznie
Konkursy rozegrano na dwóch obiektach – normalnym (K-89) i dużym (K-114). Na pierwszym z nich rozegrano jeden konkurs indywidualny, na drugim – konkurs indywidualny i drużynowy.
|      | Nazwa skoczni       | Miasto  | Punkt P | Punkt K | Nota za metr |
| ---- | ------------------- | ------- | ------- | ------- | ------------ |
|      | Canada Olympic Park | Calgary | 70 m    | K-89    | 1,6 pkt      |
| 90 m | Canada Olympic Park | Calgary | K-114   | 1,4 pkt |              |

## Jury
Kierownikiem zawodów był przedstawiciel gospodarzy Rob McCormack, a funkcję delegata technicznego sprawował Torbjørn Yggeseth (Norwegia). Skład jury kierującego konkursem uzupełnili:
- na skoczni normalnej: sędzia Georges Gottardi (Szwajcaria) oraz trenerzy Andreas Saehlie (Kanada) i Dalibor Motejlek (Czechosłowacja);
- w czasie zawodów indywidualnych na skoczni dużej: sędzia Sulo Kuronen (Finlandia) oraz trenerzy A. Saehlie i Greg Windsperger (Stany Zjednoczone);
- w czasie zawodów drużynowych na skoczni dużej: sędzia Don Burdick (Stany Zjednoczone) oraz trenerzy A. Saehlie i Danilo Pudgar (Jugosławia)[28].

Poniższa tabela przedstawia sędziów, którzy oceniali styl skoków w poszczególnych konkursach.
| Sędzia              | Kraj           | Stanowisko na wieży sędziowskiej | Stanowisko na wieży sędziowskiej | Stanowisko na wieży sędziowskiej |
| Sędzia              | Kraj           | konk. ind. K-89                  | konk. ind. K-114                 | konk. druż. K-114                |
| ------------------- | -------------- | -------------------------------- | -------------------------------- | -------------------------------- |
| Don Burdick         | USA            | A                                | D                                | B                                |
| Georges Gottardi    | Szwajcaria     | B                                | A                                | –                                |
| Karol Štrba         | Czechosłowacja | C                                | E                                | E                                |
| Ernie Marchiori     | Kanada         | D                                | C                                | D                                |
| Suro Kulonen        | Finlandia      | E                                | B                                | –                                |
| Piero Pertile       | Włochy         | –                                | –                                | A                                |
| Walentin Tatarincew | ZSRR           | –                                | –                                | C                                |

## Przebieg zawodów

### Konkurs indywidualny na skoczni normalnej

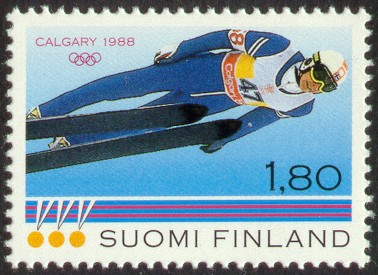
Fiński znaczek pocztowy uwieczniający Mattiego Nykänena w locie w czasie konkursu olimpijskiego w Calgary na skoczni normalnej

Konkurs na skoczni normalnej rozegrano drugiego dnia igrzysk, 14 lutego 1988. Wystartowało w nim 58 zawodników – reprezentantów 19 państw. Niebo tego dnia było zachmurzone, temperatura powietrza wynosiła 1 °C, a śniegu -2 °C. Wszyscy skoczkowie w zawodach indywidualnych oddawali po dwie próby (inaczej niż w konkursach Pucharu Świata, gdzie do finału przechodziło 50 najlepszych zawodników I serii) w kolejności według przeprowadzonego wcześniej losowania.
Pierwsza seria
Jako pierwszy wystąpił przedstawiciel Jugosławii Rajko Lotrič, oddając jeden z najdłuższych skoków w całych zawodach – 85 m. Po jego próbie granicę 80 metrów pokonali Austriak Günther Stranner (nr 3) i Ari-Pekka Nikkola (nr 5) – obaj uzyskali 83,5 m (dzięki lepszym notom za styl drugie miejsce w konkursie objął Fin). Osiągnięcie Lotriča wyrównał reprezentujący Czechosłowację zawodnik z numerem 11 – Ladislav Dluhoš, jednak sędziowie przyznali mu o 2 pkt niższą ocenę za styl. Kolejny skoczek, przedstawiciel gospodarzy Steve Collins, skoczył 83,5 m i objął trzecią pozycję. Po nim swoją próbę wykonał najmłodszy uczestnik konkursu, 17-letni Austriak Heinz Kuttin. Mimo najdłuższego skoku – 87 m – tracił do Lotriča 0,3 pkt. Nowym liderem zawodów został występujący z numerem 17 Jiří Malec. Reprezentant Czechosłowacji wylądował na 88. metrze i o 1,3 pkt wyprzedził skoczka z Jugosławii.
Osiągnięcia Malca nie pobiło dalszych 29 zawodników. Fin Risto Laakkonen (nr 20) uzyskał 81 m, zaś Matjaž Zupan (nr 23), występujący w barwach Jugosławii – 85 m. Jedynym zawodnikiem, który nie doleciał do początku strefy lądowania (70 m), był pierwszy w historii skoczek brytyjski na igrzyskach olimpijskich – Eddie Edwards. Osiągnął on odległość 55 m (przy 28,5 pkt za styl), o 16 metrów krótszą od przedostatniego zawodnika serii, Hiszpana Bernata Soli (nr 33). Jeden z faworytów, Ernst Vettori (nr 28), skoczył 79,5 m i nie liczył się w dalszej rywalizacji o medale. Następny w kolejności Amerykanin Mark Konopacke osiągnął 83,5 m i zajmował 7. miejsce. Jako 31. wystąpił Pavel Ploc, kolejny z faworytów konkursu. Po próbie na odległość 84,5 m uplasował się na 3. pozycji, ex aequo z Kuttinem. Skok tej samej długości oddał Primož Ulaga z Jugosławii (nr 37), który – po uzyskaniu lepszych o 0,5 pkt not – wyprzedził obu wspomnianych zawodników. Jari Puikkonen (nr 39) skoczył 84 m i objął 4. miejsce. Dalsi zawodnicy, poza Andreasem Felderem (nr 46, 80,5 m) nie przekroczyli 80. metra. Z numerem 47 wystąpił srebrny medalista na skoczni normalnej sprzed 4 lat i główny faworyt konkursu – Matti Nykänen. Jako jedyny skoczek przekroczył punkt K, uzyskując 89,5 m i o 7,9 pkt wyprzedzając Malca.
Po Nykänenie swoje skoki oddało 11 zawodników, m.in. Szwed Staffan Tällberg (nr 50, 83 m) i obrońca tytułu z Sarajewa, Jens Weißflog (nr 52), który po stosunkowo nieudanej próbie (81,5 m) nie liczył się już w walce o podium – w I serii zajął ostatecznie 18. miejsce. Skaczący z numerami 55 i 56 Jiří Parma (mistrz świata z 1987) i Piotr Fijas – zakończyli pierwszą rundę odpowiednio na 13. i 12. pozycji (uzyskali odległości 83,5 oraz 84,5 m). Po tych zawodnikach wystartował Miran Tepeš, który po skoku na 84 m zajął 3. lokatę (obok próby Nykänena był to najwyżej oceniony przez sędziów występ w konkursie – obaj uzyskali po 54 pkt). Pierwszą rundę zamknął Bułgar Władimir Brejczew (nr 58), zajmując 35. miejsce. Po pierwszej serii prowadził Nykänen (114,8 pkt), wyprzedzając Malca (7,9 pkt straty) i Tepeša (8,8 pkt straty); miejsca za nimi zajęli kolejni reprezentanci Jugosławii – Ulaga i Lotrič.
Druga seria
Inaczej niż w poprzednich konkursach olimpijskich w skokach narciarskich, w II serii (start o 14:40) uczestnicy występowali w kolejności odwrotnej do miejsca zajmowanego po pierwszej próbie. Rozpoczynający kolejną rundę Eddie Edwards ponownie uzyskał 55 m i po swoim skoku nadal znajdował się na ostatnim miejscu (ostatecznie „Eddie the Eagle” zdobył ponad trzy razy mniej punktów od zwycięzcy zawodów). Następnie prowadzenie obejmowali outsiderzy konkursu: Bernat Solà (68,5 m; mimo przedostatniego miejsca miał notę przeszło dwa razy większą od Brytyjczyka), Szwajcar Christoph Lehmann (73 m) i Włoch Sandro Sambugaro (79 m), a później również Norweg Erik Johnsen (79 m). W gronie skoczków znajdujących się w czwartej, piątej i szóstej „dziesiątce” po I serii barierę 80 m przekroczyli kolejno: Josef Heumann z RFN (80 m), Jan Boklöv ze Szwecji (80,5 m) i Masaru Nagaoka z Japonii (80 m) – wszyscy oni zajmowali po swoich skokach 1. pozycję, przy czym Boklöv awansował o 14 miejsc, zaś Nagaoka znalazł się na koniec zawodów o 13 pozycji wyżej. Po skokach dalszych 7 zawodników nowym liderem został Norweg Ole Gunnar Fidjestøl (80,5 m), wyprzedzony później przez rodaka Ole Christiana Eidhammera (80 m), zaś po nieudanych próbach spadek o ponad 15 miejsc zaliczyli Vegard Opaas (z 26. na 53. pozycję) i reprezentant RFN Thomas Klauser (z 24. na 55. miejsce). Po skoku na 80,5 m na 11. lokatę przesunął się z trzeciej „dziesiątki” Japończyk Akira Satō. Znaczący awans w klasyfikacji zaliczyli również: Andreas Felder (81 m), który zajął ostatecznie 12. miejsce (wcześniej 21.), Jens Weißflog (80 m; przejście z 18. na 9. lokatę) i Staffan Tällberg (81 m; awans z 16. na 8. pozycję).
Do ścisłej czołówki dołączył 13. po I serii Jiří Parma, któremu skok na 82,5 m pozwolił zająć ostatecznie 5. miejsce w konkursie. W pierwszej „dziesiątce” znalazł się również Piotr Fijas (80 m). Zajmujący wcześniej 11. miejsce Matjaž Zupan skoczył 78 m i spadł w klasyfikacji o 5 pozycji. Taką samą odległość uzyskali Steve Collins i Ladislav Dluhoš, przez co znaleźli się poza „dziesiątką”. Skok na 87 m (drugi wynik serii finałowej) oddał Pavel Ploc, dzięki czemu wyprzedził o 8,3 pkt Parmę i pozostał liderem po skokach dalszych 5 zawodników. Awansował również Heinz Kuttin, który po próbie na 80,5 m znalazł się tuż za Czechosłowakami. Dalsi zawodnicy nie utrzymali swoich pozycji – Jari Puikkonen skoczył 80 m i spadł na 7. miejsce na koniec zawodów, zaś jedne z najgorszych prób całego konkursu oddali Rajko Lotrič (74 m) i Primož Ulaga (72 m), spadając do trzeciej „dziesiątki”. Skaczący po nich inny Jugosłowianin Miran Tepeš uzyskał 83,5 m i tracił 0,9 pkt do Ploca mimo ponownie najwyższych not za styl (54 pkt). Na podium utrzymał słabo spisujący się dotąd w sezonie Jiří Malec, który oddał skok długości 85,5 m i choć minimalnie przegrał walkę o srebrny medal z Plocem, to o 0,6 pkt pokonał Tepeša. Matti Nykänen powtórzył swoją najdłuższą w konkursie próbę – 89,5 m – czym zapewnił sobie zwycięstwo i zdobył drugie w karierze złoto olimpijskie.
Ostatecznie Nykänen wyprzedził Ploca o 17 pkt i Malca o 17,3 pkt. W pierwszej piątce konkursu znalazło się trzech reprezentantów Czechosłowacji (oprócz medalistów także Parma). 6. i 8. lokatę zajęli dwaj najmłodsi uczestnicy – Kuttin i Tällberg.

### Konkurs indywidualny na skoczni dużej

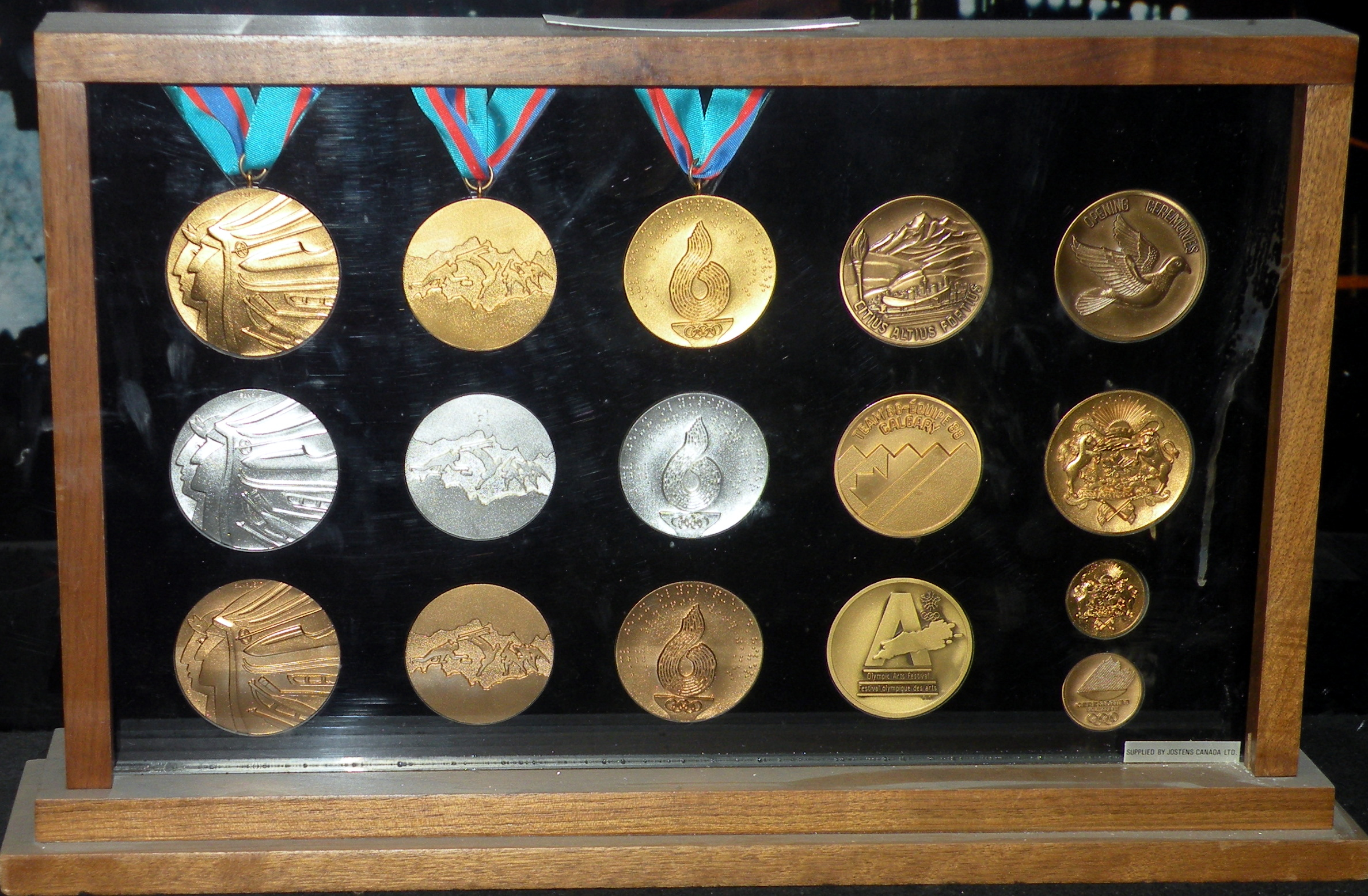
Zestaw medali przyznawanych na igrzyskach olimpijskich w Calgary

Konkurs indywidualny na skoczni K-114 odbył się 23 lutego 1988 roku. Wzięło w nim udział 55 zawodników z 19 państw (ponadto trzech skoczków wycofało się z udziału po losowaniu miejsc). Odbywał się przy słonecznej pogodzie, temperatura powietrza wynosiła 0 °C, a śniegu -9 °C.
Pierwsza seria
Zawody otworzył Ari-Pekka Nikkola, osiągając 106 m. Po nim wystąpił zawodnik jugosłowiański Matjaž Debelak (nie brał udziału w konkursie na skoczni normalnej), który po próbie na 113 m na dłuższy czas objął pozycję lidera. Kolejny uczestnik zawodów, Günther Stranner skoczył 112 m i tracił 0,9 pkt do Debelaka. Blisko granicy 110 m wylądował skaczący z numerem 10 Jan Boklöv (109 m). Nowym prowadzącym został Heinz Kuttin (nr 12), który dzięki wysokim ocenom za styl wyprzedził Debelaka o 0,6 pkt mimo krótszej o metr próby. Jiří Malec (nr 15) znacznie zmniejszył szansę na walkę o medale po skoku na 109 m. Z numerem 18 wystąpił Matjaž Zupan. Uzyskał 111,5 m, jednak sędziowie przyznali mu drugą w kolejności najwyższą notę konkursu – 53,5 pkt; tym samym o 1,8 pkt wyprzedził Kuttina. Kolejnych 18 skoczków nie pobiło rezultatu reprezentanta Jugosławii. Spośród nich tylko trzech przekroczyło granicę 105 m: Jari Puikkonen (nr 25) – 106 m, reprezentant NRD Remo Lederer (nr 27) – 105,5 m i Szwed Per-Inge Tällberg (nr 36) – 106 m. W tej grupie wystąpili również m.in. Eddie Edwards z numerem 24, który wylądował 19 metrów przed początkiem strefy lądowania i uzyskał jedynie punkty za styl, a także Primož Ulaga (nr 34), który po skoku na 94,5 m wyprzedził tylko Brytyjczyka.
Jako pierwszy punkt konstrukcyjny przekroczył Thomas Klauser, który zajął dalsze miejsce w konkursie na skoczni normalnej. Skaczący z numerem 38 reprezentant RFN uzyskał 114,5 m i o 1,7 pkt wyprzedził Zupana. 108,5 m skoczył najlepszy z Norwegów na obiekcie K89 – Ole Christian Eidhammer (nr 41). Osiągnięcie Klausera wyrównał skaczący z numerem 44 Pavel Ploc, srebrny medalista z 14 lutego – wysunął się jednak na prowadzenie po uzyskaniu wyższych od Niemca o 1 pkt ocen za styl (wcześniej nieudany skok odnotował jeden z faworytów Jens Weißflog z numerem 43, który zakończył konkurs na początku czwartej „dziesiątki”). Trzecie miejsce po swojej próbie zajął kolejny uczestnik zawodów, mistrz świata z 1987 – Andreas Felder (113,5 m). Daleki skok oddał również Staffan Tällberg (nr 48) skacząc 110 m, co pozwoliło mu na zajęcie 11. miejsca po pierwszej serii. Po Szwedzie wystąpił Matti Nykänen. Faworyt konkursu i obrońca tytułu z Sarajewa przeskoczył swoich rywali o 4 m i po skoku na 118,5 m, ocenionym przez sędziów na 54,5 pkt (najwyższa nota zawodów), wyprzedził Ploca o 8,1 pkt.
Do końca serii pozostało 9 zawodników. Po swoich próbach w pierwszej „piętnastce” uplasowali się Piotr Fijas (107,5 m; 15. miejsce) i przedstawiciel gospodarzy Horst Bulau (112,5 m; 7. miejsce). Skok na 105 m pozbawił Mirana Tepeša (nr 53) szansy na walkę o podium (zakończył serię w trzeciej „dziesiątce”). Skaczący następnie Norweg Erik Johnsen, który na skoczni K-89 otwierał piątą „dziesiątkę” klasyfikacji łącznej, uzyskał 114,5 m i dzięki ocenom za styl zajął 2. miejsce, o 1 pkt wyprzedzając Ploca. Spośród kolejnych zawodników wyróżniający się skok oddał Francuz Didier Mollard (nr 56, 108 m). Większej roli w konkursie nie odegrał kończący serię Sandro Sambugaro (100 m). Po pierwszej rundzie na czele znajdował się Nykänen (120,8 pkt) – za Finem uplasowali się Johnsen (7,1 pkt straty) i Ploc (8,1 pkt straty).
Druga seria

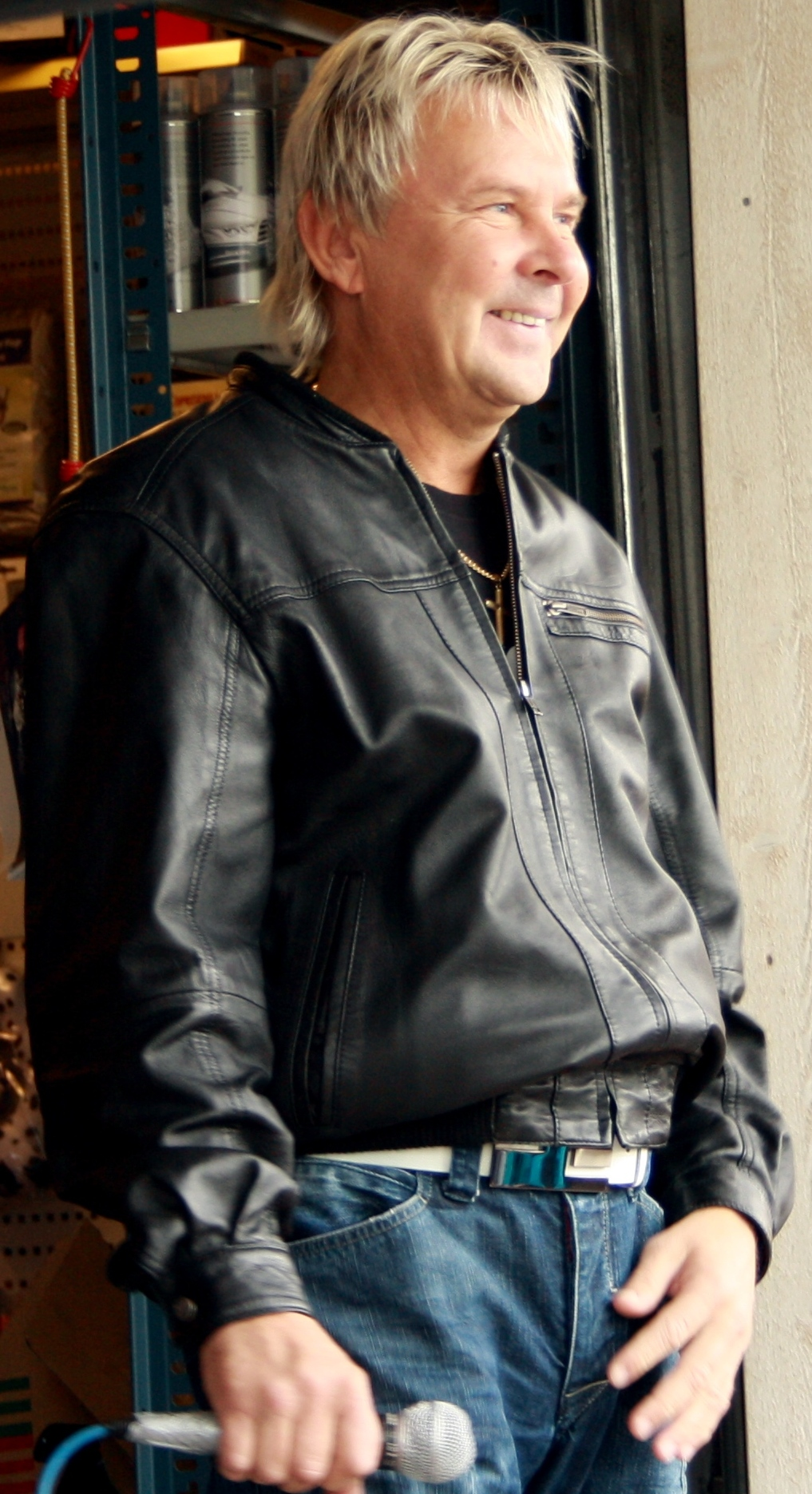
Matti Nykänen – jedyny w historii zdobywca trzech złotych medali w skokach narciarskich w czasie jednych igrzysk olimpijskich

Podobnie jak w konkursie na skoczni normalnej, w drugiej rundzie, która rozpoczęła się o 15:20, oddawano krótsze próby. Większość zawodników nie osiągnęła granicy 100 m. Najsłabszym zawodnikiem ponownie okazał się Edwards, który skoczył 67 m i stracił ostatecznie do zwycięzcy zawodów 166,5 pkt. Skaczący po nim Primož Ulaga uzyskał 101 m i wyprzedził dalszych 9 zawodników, by przesunąć się na koniec czwartej „dziesiątki”. Kanadyjczyk Todd Gillman jako jedyny w konkursie nie ustał swojej próby (86,5 m) i zajął przedostatnią pozycję, jednak mimo to miał 53,3 pkt przewagi nad Edwardsem. Po skoku na 97 m nowym liderem został Pekka Suorsa, podobnie stało się po próbie na tę samą odległość Steve’a Collinsa. Niedługo po nim prowadzenie objął Akira Satō (96 m), by tuż po swoim skoku oddać je Jiřemu Parmie (98 m). W dalszej grupie zawodników liderami zostawali kolejno: Ernst Vettori (96,5 m), Szwajcar Christian Hauswirth (97 m) i Szwed Anders Daun (100 m) – ten drugi awansował z 29. na 21. miejsce. Również o 8 pozycji przesunął się Ari-Pekka Nikkola, który skoczył 102 m. Jeszcze dłuższą próbę wykonał Miran Tepeš – 102,5 m dało mu to 3. miejsce w II serii i awans na koniec pierwszej „dziesiątki” w łącznej klasyfikacji.
Jugosłowianin wyprzedził kolejnych 9 zawodników, choć 5 z nich również przekroczyło barierę 100 m – Norweg Jon Inge Kjørum skoczył 101,5 m (awans z 20. na 15. miejsce), Ladislav Dluhoš (101 m; przesunięcie z 19. na 14. lokatę), Jari Puikkonen (103,5 m – trzeci w kolejności najdłuższy skok serii; awans z 18. na 11. pozycję), Jan Boklöv (100 m) i Piotr Fijas (102 m; awans na 13. pozycję). Słabsze próby oddali natomiast Jiří Malec i Didier Mollard – obaj spadli do trzeciej „dziesiątki”. Kolejnym liderem został Staffan Tällberg, któremu skok na odległość 102 m pozwolił na powtórzenie wyniku ze skoczni normalnej – zakończył konkurs na 8. miejscu. Występujący po nim Günther Stranner spadł z 10. na 20. miejsce. Będący na 9. miejscu po I serii Matjaž Debelak oddał najdłuższy skok rundy finałowej – 108 m – dzięki czemu o 11,1 pkt wyprzedził Tällberga, utrzymał prowadzenie po próbach kolejnych 6 zawodników i zapewnił sobie miejsce na podium. Swoich wysokich lokat nie obronili Heinz Kuttin i Matjaž Zupan – obaj uzyskali po 98,5 m. Pierwszy z nich spadł na 12. miejsce, drugi – na 9. pozycję. Pozostali zawodnicy z pierwszej „dziesiątki” utrzymali się w niej, jednak Andreas Felder (103 m) spadł na 6. miejsce, Thomas Klauser (102,5 m) przesunął się na 4. lokatę, a o próbie na tę samą odległość co reprezentant RFN realne szanse na medal stracił Pavel Ploc, znajdując się zarówno za nim, jak i za Debelakiem. Erik Johnsen skoczył 102 m i o 0,2 pkt wyprzedził Jugosłowianina, utrzymując 2. miejsce. Zamykający konkurs Matti Nykänen uzyskał 107 m i po raz drugi otrzymał najlepszą notę serii, a tym samym zapewnił sobie kolejny tytuł mistrza olimpijskiego.
Nykänen wyprzedził o 16,1 pkt Johnsena i o 16,3 pkt Debelaka. Dwaj ostatni zawodnicy, podobnie jak Klauser, nie liczyli się w walce o najwyższe lokaty na skoczni normalnej, nie odgrywali również większej roli w dotychczasowych konkursach Pucharu Świata 1987/1988. Poza zwycięzcą, w pierwszej „dziesiątce” obu konkursów znaleźli się: Ploc, Tällberg i Tepeš. „Latający Fin” jako pierwszy skoczek w historii zdobył złoty medal w obu konkursach indywidualnych na igrzyskach olimpijskich, a także jako pierwszy wywalczył trzy tytuły mistrza olimpijskiego w skokach. Sławę zyskał również, paradoksalnie, najsłabszy zawodnik obu konkursów indywidualnych – Brytyjczyk Edwards, wzbudzający swoimi próbami aplauz widowni. Najlepszym osiągnięciem gospodarzy w zawodach indywidualnych było 7. miejsce Bulaua. Po raz pierwszy od 20 lat żadnego z medali nie zdobyli reprezentanci NRD.

### Konkurs drużynowy
Pierwszy w historii olimpijski konkurs drużynowy w skokach narciarskich rozegrano 24 lutego 1988 na skoczni dużej. Wzięło w nim 11 reprezentacji, których kolejność startu rozlosowano przed zawodami. Do łącznej punktacji zespołu brano pod uwagę trzy najlepiej punktowane próby w danej serii. W porównaniu z poprzednim dniem, w którym rywalizowano w zawodach indywidualnych, znacząco zmieniły się warunki atmosferyczne – na początku konkursu temperatura powietrza wynosiła 11 °C, a później wzrosła jeszcze do 13 °C (poprzedniego dnia – 0 °C); słoneczna pogoda spowodowała również wzrost temperatury śniegu do -1 °C.
| Lokaty reprezentacji po każdej z kolejek | Lokaty reprezentacji po każdej z kolejek | Lokaty reprezentacji po każdej z kolejek | Lokaty reprezentacji po każdej z kolejek | Lokaty reprezentacji po każdej z kolejek | Lokaty reprezentacji po każdej z kolejek | Lokaty reprezentacji po każdej z kolejek | Lokaty reprezentacji po każdej z kolejek | Lokaty reprezentacji po każdej z kolejek |
| Kraj                                     | I seria                                  | I seria                                  | I seria                                  | I seria                                  | II seria                                 | II seria                                 | II seria                                 | II seria                                 |
| Kraj                                     | 1                                        | 2                                        | 3                                        | 4                                        | 1                                        | 2                                        | 3                                        | 4                                        |
| ---------------------------------------- | ---------------------------------------- | ---------------------------------------- | ---------------------------------------- | ---------------------------------------- | ---------------------------------------- | ---------------------------------------- | ---------------------------------------- | ---------------------------------------- |
| Finlandia                                | 1.                                       | 1.                                       | 1.                                       | 1.                                       | 1.                                       | 1.                                       | 1.                                       | 1.                                       |
| Jugosławia                               | 4.                                       | 2.                                       | 2.                                       | 2.                                       | 2.                                       | 2.                                       | 2.                                       | 2.                                       |
| Norwegia                                 | 3.                                       | 10.                                      | 9.                                       | 4.                                       | 3.                                       | 4.                                       | 5.                                       | 3.                                       |
| Czechosłowacja                           | 8.                                       | 3.                                       | 3.                                       | 3.                                       | 5.                                       | 5.                                       | 4.                                       | 4.                                       |
| Austria                                  | 2.                                       | 4.                                       | 4.                                       | 5.                                       | 4.                                       | 3.                                       | 3.                                       | 5.                                       |
| RFN                                      | 9.                                       | 6.                                       | 5.                                       | 6.                                       | 6.                                       | 6.                                       | 6.                                       | 6.                                       |
| Szwecja                                  | 5.                                       | 5.                                       | 6.                                       | 7.                                       | 9.                                       | 8.                                       | 7.                                       | 7.                                       |
| Szwajcaria                               | 7.                                       | 8.                                       | 7.                                       | 9.                                       | 7.                                       | 7.                                       | 8.                                       | 8.                                       |
| Kanada                                   | 6.                                       | 7.                                       | 8.                                       | 10.                                      | 8.                                       | 9.                                       | 9.                                       | 9.                                       |
| USA                                      | 10.                                      | 9.                                       | 10.                                      | 8.                                       | 10.                                      | 10.                                      | 10.                                      | 10.                                      |
| Japonia                                  | 11.                                      | 11.                                      | 11.                                      | 11.                                      | 11.                                      | 11.                                      | 11.                                      | 11.                                      |

Pierwsza seria
Konkurs rozpoczął skok Katsushi Tao (88 m; odtąd Japonia do końca zawodów zajmowała ostatnie miejsce), później prowadzenie obejmowały kolejne reprezentacje, z wyjątkiem Szwajcarii. Próby na odległość 102 m oddali po sobie: Szwed Per-Inge Tällberg, Jugosłowianin Primož Ulaga, Austriak Ernst Vettori i Norweg Ole Christian Eidhammer. Najlepsze noty za styl otrzymał trzeci z nich. Pierwszą kolejkę zakończył najdłuższy skok – Ari-Pekka Nikkola uzyskał 110,5 m. Finowie prowadzili o 7,9 pkt przed Austriakami i o 8,4 pkt przed Norwegami.
W drugiej grupie najdalej lądował Matti Nykänen – jako jedyny skoczek pokonał punkt K (115,5 m), co umocniło Finlandię na pierwszym miejscu. Inne dalekie skoki oddali Matjaž Zupan z Jugosławii i Jiří Malec z Czechosłowacji (obaj po 109,5 m) oraz Austriak Heinz Kuttin (104 m). Najsłabszą próbę konkursu – 78 m w słabym stylu – wykonał Jon Inge Kjørum, przez co Norwegia spadła na 10. miejsce (ostatecznie próba ta nie była wliczana do dorobku drużyny). Za Finlandią w pierwszej trójce znajdowały się Jugosławia (21,8 pkt straty) i Czechosłowacja (30,4 pkt straty).
Sytuacja w czołówce nie uległa zmianie po trzeciej kolejce mimo długiego skoku Jugosłowianina Matjaža Debelaka – 110,5 m. Po próbie Tuomo Ylipulli (105,5 m) Finlandia zachowała przewagę nad Jugosławią (16,8 pkt). Günther Stranner skoczył 106,5 m, zaś Pavel Ploc – 106 m, dzięki czemu strata Austrii do Czechosłowacji zmalała do 0,9 pkt (ta druga traciła jednak 32,3 pkt do liderów).
Ostatnia kolejka decydowała o tym, które ze skoków poszczególnych reprezentacji nie były wliczane do punktacji łącznej. 109,5 m uzyskał Erik Johnsen, wyprowadzając Norwegię na 4. miejsce. Drugą pod względem odległości próbę kolejki wykonał Mike Holland – Amerykanin osiągnął 107 m. Najsłabszy skok z reprezentantów Finlandii oddał Jari Puikkonen (104 m), zaś dla Austrii – Andreas Felder (102 m). Na koniec pierwszej serii Finlandia wyprzedzała o 11,4 pkt Jugosławię i o 24,2 pkt Czechosłowację (z minimalną przewagą 0,5 pkt nad Norwegią).
Druga seria

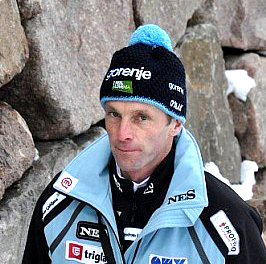
Matjaž Zupan – najlepszy z reprezentantów Jugosławii w czasie olimpijskiego konkursu drużynowego w Calgary

W pierwszej kolejce drugiej serii najdłuższe skoki oddali Primož Ulaga (110 m) i Ari-Pekka Nikkola (108,5 m). Reprezentant Jugosławii uzyskał najlepszą w konkursie ocenę za styl – 54 pkt – co pomogło zbliżyć się jego drużynie do Finów na 4,3 pkt. Ponadto barierę 100 m przekroczyli Kanadyjczyk Horst Bulau (102 m) oraz Ernst Vettori i reprezentant Niemiec Zachodnich Andreas Bauer (obaj po 101 m). Trzecie miejsce objęła ponownie Norwegia, wyprzedzając Austrię o 0,1 pkt i Czechosłowację o 4,4 pkt. Różnica między prowadzącą „dwójką” a resztą drużyn wzrosła do 38,7 pkt.
Druga runda przyniosła kolejny skok Mattiego Nykänena poza punkt K (114,5 m), co znów pozwoliło Finom oddalić się od reprezentacji Jugosławii – Matjaž Zupan uzyskał 108,5 m (strata tych drugich wynosiła 13,7 pkt). Pozostałe drużyny walczyły już tylko o brązowe medale – po skoku Heinza Kuttina na 108,5 m Austriacy o 10,9 pkt wyprzedzali Norwegów (Jon Inge Kjørum – 101 m), sami jednak tracili 43,3 pkt do Finlandii. Po 102 m skoczyli Jiří Malec i Szwed Anders Daun.
Po trzeciej kolejce Jugosławia znów zbliżyła się do Finlandii – Matjaž Debelak skoczył 110 m, zaś Tuomo Ylipulli uzyskał odległość o 8 m krótszą. Przewaga Finlandii zmalała do 3,5 pkt. Najdłuższy skok rundy oddał Pavel Ploc – 111 m. Po 107 m zapisali w swoim dorobku Ole Gunnar Fidjestøl (Norwegia) i Thomas Klauser (RFN), zaś 106 m skoczył Günther Stranner. Przed ostatnią kolejką konkursu 3. miejsce zajmowała Austria z przewagą 6,7 pkt nad Czechosłowacją i 9 pkt nad Norwegią (strata tej pierwszej do Finlandii wzrosła do 51,4 pkt).
Zwycięstwo prowadzącej od początku zawodów Finlandii przypieczętował skokiem na 105,5 m Jari Puikkonen. Miran Tepeš uzyskał 102 m – była to najsłabsza próba Jugosławii w drugiej serii. Tyle samo uzyskał Jiří Parma, co ostatecznie pozbawiło Czechosłowację szansy na medal. Jeszcze krótszy skok – 98 m – oddał Andreas Felder. Na najniższym stopniu podium, dzięki próbie Erika Johnsena (111,5 m; wyrównał przy tym najlepszą notę sędziowską Ulagi), znalazła się Norwegia.
Finlandia zdobyła złoty medal pierwszego w historii olimpijskiego konkursu drużynowego w skokach narciarskich z przewagą 8,9 pkt nad Jugosławią i 38,3 pkt nad Norwegią. Czechosłowacja straciła do podium 9,3 pkt, zaś Austria – 18,5 pkt. W pierwszej szóstce zawodów uplasowała się również reprezentacja RFN.
Dzięki zwycięstwu Finlandii, Matti Nykänen został pierwszym i jedynym w historii skoczkiem narciarskim, który w czasie jednych igrzysk olimpijskich zdobył trzy złote medale. Miał też największy wkład do triumfu swojej drużyny (222,8 pkt). W pozostałych reprezentacjach najlepiej punktowali: Matjaž Zupan (Jugosławia; 211,5 pkt), Erik Johnsen (Norwegia; 218,7 pkt), Pavel Ploc (Czechosłowacja; 204,1 pkt), Günther Stranner (Austria; 198,3 pkt), Thomas Klauser (RFN; 197,6 pkt), Jan Boklöv (Szwecja; 180,1 pkt), Gérard Balanche i Christian Hauswirth (Szwajcaria; po 175 pkt), Horst Bulau (Kanada; 179,1 pkt), Mike Holland (USA; 189,5 pkt) oraz Akira Satō (Japonia; 171 pkt). Dzięki wynikom swoich drużyn, Johnsen i Debelak zdobyli po drugim medalu na igrzyskach w Calgary.

## Medaliści

### Konkurs indywidualny na skoczni K-89 (14.02.1988)
| Medal  | Imię i nazwisko | Skok 1           | Skok 2           | Noty za styl A • B • C • D • E                                    | Nota łączna | Strata   |
| ------ | --------------- | ---------------- | ---------------- | ----------------------------------------------------------------- | ----------- | -------- |
| złoto  | Matti Nykänen   | 89,5 m 114,8 pkt | 89,5 m 114,3 pkt | 17,5 • 18,0 • 17,0 • 18,5 • 19,0 18,0 • 17,0 • 18,0 • 17,5 • 18,0 | 229,1 pkt   | –        |
| srebro | Pavel Ploc      | 84,5 m 105,3 pkt | 87,0 m 106,8 pkt | 17,5 • 17,0 • 17,5 • 17,5 • 17,5 17,0 • 17,0 • 16,5 • 16,5 • 16,5 | 212,1 pkt   | 17,0 pkt |
| brąz   | Jiří Malec      | 88,0 m 106,9 pkt | 85,5 m 104,9 pkt | 16,0 • 17,0 • 17,0 • 15,5 • 14,5 17,0 • 17,0 • 17,5 • 16,5 • 16,5 | 211,8 pkt   | 17,3 pkt |

### Konkurs indywidualny na skoczni K-114 (23.02.1988)
| Medal  | Imię i nazwisko | Skok 1            | Skok 2            | Noty za styl A • B • C • D • E                                    | Nota łączna | Strata   |
| ------ | --------------- | ----------------- | ----------------- | ----------------------------------------------------------------- | ----------- | -------- |
| złoto  | Matti Nykänen   | 118,5 m 120,8 pkt | 107,0 m 103,2 pkt | 18,0 • 18,5 • 19,0 • 18,0 • 18,0 18,5 • 18,0 • 17,5 • 17,5 • 17,5 | 224,0 pkt   | –        |
| srebro | Erik Johnsen    | 114,5 m 113,7 pkt | 102,0 m 94,2 pkt  | 18,0 • 17,5 • 18,0 • 16,0 • 17,5 17,0 • 17,5 • 16,5 • 17,5 • 16,5 | 207,9 pkt   | 16,1 pkt |
| brąz   | Matjaž Debelak  | 113,0 m 107,6 pkt | 108,0 m 100,1 pkt | 17,0 • 16,0 • 16,5 • 16,0 • 16,5 16,5 • 16,5 • 15,5 • 16,5 • 15,5 | 207,7 pkt   | 16,3 pkt |

### Konkurs drużynowy na skoczni K-114 (24.02.1988)
| Medal  | Reprezentacja | Imię i nazwisko         | Skok 1            | Skok 2            | Noty za styl A • B • C • D • E                                    | Nota łączna zawodnika | Nota łączna drużyny | Strata   |
| ------ | ------------- | ----------------------- | ----------------- | ----------------- | ----------------------------------------------------------------- | --------------------- | ------------------- | -------- |
| złoto  | Finlandia     | Ari-Pekka Nikkola       | 110,5 m 106,6 pkt | 108,5 m 101,3 pkt | 17,5 • 17,5 • 16,5 • 17,0 • 17,0 16,5 • 17,0 • 16,5 • 15,5 • 16,0 | 207,9 pkt             | 634,3 pkt           | –        |
| złoto  | Finlandia     | Matti Nykänen           | 115,5 m 114,6 pkt | 114,5 m 114,2 pkt | 18,0 • 17,5 • 17,5 • 17,5 • 17,0 18,0 • 17,5 • 18,0 • 17,5 • 18,0 | 228,8 pkt             | 634,3 pkt           | –        |
| złoto  | Finlandia     | Tuomo Ylipulli          | 105,5 m 99,1 pkt  | 102,0 m 93,2 pkt  | 18,0 • 17,0 • 17,0 • 17,0 • 16,5 17,0 • 17,0 • 16,5 • 16,0 • 16,5 | 99,1 pkt              | 634,3 pkt           | –        |
| złoto  | Finlandia     | Jari Puikkonen          | 104,0 m 95,0 pkt  | 105,5 m 98,6 pkt  | 17,5 • 16,5 • 16,5 • 16,0 • 15,5 17,0 • 17,0 • 17,0 • 16,0 • 16,5 | 98,6 pkt              | 634,3 pkt           | –        |
| srebro | Jugosławia    | Primož Ulaga            | 102,0 m 92,7 pkt  | 110,0 m 108,4 pkt | 16,5 • 16,5 • 16,5 • 17,0 • 16,5 17,0 • 18,0 • 18,0 • 18,0 • 18,0 | 108,4 pkt             | 625,5 pkt           | 8,9 pkt  |
| srebro | Jugosławia    | Matjaž Zupan            | 109,5 m 106,7 pkt | 108,5 m 104,8 pkt | 18,0 • 17,5 • 17,5 • 18,0 • 16,5 17,5 • 17,0 • 18,0 • 17,5 • 17,5 | 211,5 pkt             | 625,5 pkt           | 8,9 pkt  |
| srebro | Jugosławia    | Matjaž Debelak          | 110,5 m 104,1 pkt | 110,0 m 103,4 pkt | 17,0 • 16,5 • 16,5 • 16,0 • 16,0 16,5 • 16,5 • 16,5 • 16,0 • 16,0 | 207,5 pkt             | 625,5 pkt           | 8,9 pkt  |
| srebro | Jugosławia    | Miran Tepeš             | 103,0 m 98,1 pkt  | 102,0 m 94,7 pkt  | 18,5 • 18,0 • 17,0 • 17,5 • 18,0 16,5 • 17,0 • 17,5 • 17,0 • 17,5 | 98,1 pkt              | 625,5 pkt           | 8,9 pkt  |
| brąz   | Norwegia      | Ole Christian Eidhammer | 102,0 m 94,2 pkt  | 96,5 m 83,0 pkt   | 17,0 • 17,0 • 17,0 • 17,0 • 16,5 16,0 • 16,5 • 16,0 • 15,5 • 15,5 | 94,2 pkt              | 596,1 pkt           | 38,3 pkt |
| brąz   | Norwegia      | Jon Inge Kjørum         | 78,0 m 39,1 pkt   | 101,0 m 89,3 pkt  | 10,0 • 10,0 • 10,0 • 9,5 • 9,0 16,5 • 15,5 • 16,0 • 15,5 • 16,0   | 89,3 pkt              | 596,1 pkt           | 38,3 pkt |
| brąz   | Norwegia      | Ole Gunnar Fidjestøl    | 104,5 m 93,2 pkt  | 107,0 m 100,7 pkt | 16,0 • 15,5 • 15,5 • 15,0 • 15,5 17,0 • 17,0 • 16,5 • 16,5 • 17,0 | 193,9 pkt             | 596,1 pkt           | 38,3 pkt |
| brąz   | Norwegia      | Erik Johnsen            | 109,5 m 108,2 pkt | 111,5 m 110,5 pkt | 18,5 • 17,5 • 17,0 • 18,5 • 18,5 18,0 • 18,0 • 18,0 • 19,0 • 17,5 | 218,7 pkt             | 596,1 pkt           | 38,3 pkt |

### Klasyfikacja medalowa
| Miejsce | Państwo        | Złote | Srebrne | Brązowe | Razem |
| ------- | -------------- | ----- | ------- | ------- | ----- |
| 1.      | Finlandia      | 3     | –       | –       | 3     |
| 2.      | Czechosłowacja | –     | 1       | 1       | 2     |
| 2.      | Jugosławia     | –     | 1       | 1       | 2     |
| 2.      | Norwegia       | –     | 1       | 1       | 2     |

## Wyniki

### Konkurs indywidualny na skoczni K-89 (14.02.1988)
| Miejsce | Nr startowy | Zawodnik                | Państwo         | I seria   | I seria | I seria | I seria | II seria  | II seria | II seria | II seria | Nota łączna |
| Miejsce | Nr startowy | Zawodnik                | Państwo         | Odległość | Nota    | Nota    | Nota    | Odległość | Nota     | Nota     | Nota     | Nota łączna |
| Miejsce | Nr startowy | Zawodnik                | Państwo         | Odległość | Skok    | Styl    | Suma    | Odległość | Skok     | Styl     | Suma     | Nota łączna |
| ------- | ----------- | ----------------------- | --------------- | --------- | ------- | ------- | ------- | --------- | -------- | -------- | -------- | ----------- |
| 1.      | 47          | Matti Nykänen           | Finlandia       | 89,5      | 60,8    | 54,0    | 114,8   | 89,5      | 60,8     | 53,5     | 114,3    | 229,1       |
| 2.      | 31          | Pavel Ploc              | Czechosłowacja  | 84,5      | 52,8    | 52,5    | 105,3   | 87,0      | 56,8     | 50,0     | 106,8    | 212,1       |
| 3.      | 17          | Jiří Malec              | Czechosłowacja  | 88,0      | 58,4    | 48,5    | 106,9   | 85,5      | 54,4     | 50,5     | 104,9    | 211,8       |
| 4.      | 57          | Miran Tepeš             | Jugosławia      | 84,0      | 52,0    | 54,0    | 106,0   | 83,5      | 51,2     | 54,0     | 105,2    | 211,2       |
| 5.      | 55          | Jiří Parma              | Czechosłowacja  | 83,5      | 51,2    | 51,0    | 102,2   | 82,5      | 49,6     | 52,0     | 101,6    | 203,8       |
| 6.      | 13          | Heinz Kuttin            | Austria         | 87,0      | 56,8    | 48,5    | 105,3   | 80,5      | 46,4     | 48,0     | 94,4     | 199,7       |
| 7.      | 39          | Jari Puikkonen          | Finlandia       | 84,0      | 52,0    | 53,5    | 105,5   | 80,0      | 45,6     | 48,0     | 93,6     | 199,1       |
| 8.      | 50          | Staffan Tällberg        | Szwecja         | 83,0      | 50,4    | 49,5    | 99,9    | 81,0      | 47,2     | 51,0     | 98,2     | 198,1       |
| 9.      | 52          | Jens Weißflog           | NRD             | 81,5      | 48,0    | 51,5    | 99,5    | 80,0      | 45,6     | 51,5     | 97,1     | 196,6       |
| 10.     | 56          | Piotr Fijas             | Polska          | 84,5      | 52,8    | 49,5    | 102,3   | 80,0      | 45,6     | 47,5     | 93,1     | 195,4       |
| 11.     | 35          | Akira Satō              | Japonia         | 80,0      | 45,6    | 51,0    | 96,6    | 80,5      | 46,4     | 51,0     | 97,4     | 194,0       |
| 12.     | 46          | Andreas Felder          | Austria         | 80,5      | 46,4    | 50,5    | 96,9    | 81,0      | 47,2     | 48,0     | 95,2     | 192,1       |
| 13.     | 12          | Steve Collins           | Kanada          | 83,5      | 51,2    | 51,5    | 102,7   | 78,0      | 42,4     | 46,0     | 88,4     | 191,1       |
| 14.     | 11          | Ladislav Dluhoš         | Czechosłowacja  | 85,0      | 53,6    | 50,0    | 103,6   | 78,0      | 42,4     | 45,0     | 87,4     | 191,0       |
| 15.     | 5           | Ari-Pekka Nikkola       | Finlandia       | 83,5      | 51,2    | 49,0    | 100,2   | 79,0      | 44,0     | 46,5     | 90,5     | 190,7       |
| 16.     | 23          | Matjaž Zupan            | Jugosławia      | 85,0      | 53,6    | 49,0    | 102,6   | 78,0      | 42,4     | 45,0     | 87,4     | 190,0       |
| 17.     | 34          | Fabrice Piazzini        | Szwajcaria      | 83,0      | 50,4    | 49,5    | 99,9    | 78,0      | 42,4     | 46,5     | 88,9     | 188,8       |
| 18.     | 29          | Mark Konopacke          | USA             | 83,5      | 51,2    | 49,0    | 100,2   | 79,0      | 44,0     | 44,0     | 88,0     | 188,2       |
| 19.     | 48          | Ole Christian Eidhammer | Norwegia        | 79,5      | 44,8    | 47,5    | 92,3    | 80,5      | 46,4     | 48,0     | 94,4     | 186,7       |
| 20.     | 3           | Günther Stranner        | Austria         | 83,5      | 51,2    | 47,5    | 98,7    | 78,0      | 42,4     | 45,5     | 87,9     | 186,6       |
| 21.     | 16          | Remo Lederer            | NRD             | 79,5      | 44,8    | 49,5    | 94,3    | 78,0      | 42,4     | 48,5     | 90,9     | 185,2       |
| 22.     | 19          | Ole Gunnar Fidjestøl    | Norwegia        | 79,5      | 44,8    | 46,5    | 91,3    | 80,0      | 45,6     | 47,5     | 93,1     | 184,4       |
| 23.     | 20          | Risto Laakkonen         | Finlandia       | 81,0      | 47,2    | 50,0    | 97,2    | 76,5      | 40,0     | 46,0     | 86,0     | 183,2       |
| 24.     | 28          | Ernst Vettori           | Austria         | 79,5      | 44,8    | 50,0    | 94,8    | 76,0      | 39,2     | 47,5     | 86,7     | 181,5       |
| 25.     | 42          | Masaru Nagaoka          | Japonia         | 78,5      | 43,2    | 46,0    | 89,2    | 80,0      | 45,6     | 46,5     | 92,1     | 181,3       |
| 26.     | 1           | Rajko Lotrič            | Jugosławia      | 85,0      | 53,6    | 52,0    | 105,6   | 74,0      | 36,0     | 38,5     | 74,5     | 180,1       |
| 27.     | 6           | Anders Daun             | Szwecja         | 79,5      | 44,8    | 46,0    | 90,8    | 78,0      | 42,4     | 46,0     | 88,4     | 179,2       |
| 28.     | 21          | Jan Boklöv              | Szwecja         | 78,0      | 42,4    | 43,0    | 85,4    | 80,5      | 46,4     | 46,0     | 92,4     | 177,8       |
| 29.     | 44          | Andreas Bauer           | RFN             | 78,5      | 43,2    | 44,0    | 87,2    | 79,5      | 44,8     | 45,5     | 90,3     | 177,5       |
| 30.     | 37          | Primož Ulaga            | Jugosławia      | 84,5      | 52,8    | 53,0    | 105,8   | 72,0      | 32,8     | 38,5     | 71,3     | 177,1       |
| 31.     | 27          | Josef Heumann           | RFN             | 77,0      | 40,8    | 43,5    | 84,3    | 80,0      | 45,6     | 46,5     | 92,1     | 176,4       |
| 32.     | 40          | Ron Richards            | Kanada          | 78,0      | 42,4    | 46,0    | 88,4    | 78,0      | 42,4     | 44,5     | 86,9     | 175,3       |
| 33.     | 53          | Mike Holland            | USA             | 79,5      | 44,8    | 48,0    | 92,8    | 74,5      | 36,8     | 45,0     | 81,8     | 174,6       |
| 34.     | 41          | Jan Kowal               | Polska          | 79,0      | 44,0    | 46,5    | 90,5    | 77,0      | 40,8     | 43,0     | 83,8     | 174,3       |
| 34.     | 26          | Didier Mollard          | Francja         | 79,0      | 44,0    | 45,5    | 89,5    | 77,0      | 40,8     | 44,0     | 84,8     | 174,3       |
| 36.     | 38          | Per-Inge Tällberg       | Szwecja         | 79,5      | 44,8    | 44,5    | 89,3    | 78,0      | 42,4     | 42,5     | 84,9     | 174,2       |
| 37.     | 4           | Gérard Balanche         | Szwajcaria      | 78,0      | 42,4    | 43,5    | 85,9    | 78,0      | 42,4     | 45,5     | 87,9     | 173,8       |
| 38.     | 43          | Eduard Subocz           | ZSRR            | 76,0      | 39,2    | 44,5    | 83,7    | 78,0      | 42,4     | 47,5     | 89,9     | 173,6       |
| 39.     | 32          | Michaił Jesin           | ZSRR            | 80,0      | 45,6    | 46,5    | 92,1    | 74,0      | 36,0     | 43,5     | 79,5     | 171,6       |
| 40.     | 36          | Emił Zografski          | Bułgaria        | 77,0      | 40,8    | 42,5    | 83,3    | 78,0      | 42,4     | 45,5     | 87,9     | 171,2       |
| 41.     | 8           | Erik Johnsen            | Norwegia        | 75,0      | 37,6    | 42,5    | 80,1    | 79,0      | 44,0     | 47,0     | 91,0     | 171,1       |
| 42.     | 7           | Todd Gillman            | Kanada          | 75,0      | 37,6    | 45,0    | 82,6    | 78,0      | 42,4     | 46,0     | 88,4     | 171,0       |
| 43.     | 22          | Dennis McGrane          | USA             | 78,0      | 42,4    | 48,0    | 90,4    | 73,0      | 34,4     | 45,0     | 79,4     | 169,8       |
| 44.     | 49          | Horst Bulau             | Kanada          | 74,5      | 36,8    | 44,0    | 80,8    | 78,0      | 42,4     | 44,5     | 86,9     | 167,7       |
| 45.     | 25          | Vegard Opaas            | Norwegia        | 80,5      | 46,4    | 46,5    | 92,9    | 72,0      | 32,8     | 40,5     | 73,3     | 166,2       |
| 46.     | 51          | Sandro Sambugaro        | Włochy          | 74,0      | 36,0    | 41,0    | 77,0    | 79,0      | 44,0     | 44,5     | 88,5     | 165,5       |
| 47.     | 15          | Thomas Klauser          | RFN             | 80,5      | 46,4    | 48,0    | 94,4    | 71,0      | 31,2     | 39,5     | 70,7     | 165,1       |
| 48.     | 54          | Christian Hauswirth     | Szwajcaria      | 79,5      | 44,8    | 45,5    | 90,3    | 73,0      | 34,4     | 40,0     | 74,4     | 164,7       |
| 49.     | 45          | Frédéric Berger         | Francja         | 75,0      | 37,6    | 43,0    | 80,6    | 75,5      | 38,4     | 45,5     | 83,9     | 164,5       |
| 50.     | 30          | Virginio Lunardi        | Włochy          | 75,5      | 38,4    | 44,0    | 82,4    | 74,5      | 36,8     | 43,0     | 79,8     | 162,2       |
| 51.     | 14          | Katsushi Tao            | Japonia         | 75,0      | 37,6    | 44,0    | 81,6    | 74,0      | 36,0     | 44,0     | 80,0     | 161,6       |
| 52.     | 10          | Shin’ichi Tanaka        | Japonia         | 74,0      | 36,0    | 43,0    | 79,0    | 75,0      | 37,6     | 43,5     | 81,1     | 160,1       |
| 53.     | 58          | Władimir Brejczew       | Bułgaria        | 79,0      | 44,0    | 46,0    | 90,0    | 71,0      | 31,2     | 38,5     | 69,7     | 159,7       |
| 54.     | 9           | Rick Mewborn            | USA             | 75,0      | 37,6    | 42,5    | 80,1    | 74,0      | 36,0     | 42,5     | 78,5     | 158,6       |
| 55.     | 2           | Dieter Thoma            | RFN             | 75,0      | 37,6    | 40,5    | 78,1    | 74,0      | 36,0     | 40,0     | 76,0     | 154,1       |
| 56.     | 18          | Christoph Lehmann       | Szwajcaria      | 74,0      | 36,0    | 40,0    | 76,0    | 73,0      | 34,4     | 40,5     | 74,9     | 150,9       |
| 57.     | 33          | Bernat Solà             | Hiszpania       | 71,0      | 31,2    | 42,0    | 73,2    | 68,5      | 27,2     | 40,0     | 67,2     | 140,4       |
| 58.     | 24          | Michael Edwards         | Wielka Brytania | 55,0      | 5,6     | 28,5    | 34,1    | 55,0      | 5,6      | 29,5     | 35,1     | 69,2        |

### Konkurs indywidualny na skoczni K-114 (23.02.1988)
| Miejsce | Nr startowy | Zawodnik                | Państwo         | I seria   | I seria | I seria | I seria | II seria  | II seria | II seria | II seria | Nota łączna |
| Miejsce | Nr startowy | Zawodnik                | Państwo         | Odległość | Nota    | Nota    | Nota    | Odległość | Nota     | Nota     | Nota     | Nota łączna |
| Miejsce | Nr startowy | Zawodnik                | Państwo         | Odległość | Skok    | Styl    | Suma    | Odległość | Skok     | Styl     | Suma     | Nota łączna |
| ------- | ----------- | ----------------------- | --------------- | --------- | ------- | ------- | ------- | --------- | -------- | -------- | -------- | ----------- |
| 1.      | 49          | Matti Nykänen           | Finlandia       | 118,5     | 66,3    | 54,5    | 120,8   | 107,0     | 50,2     | 53,0     | 103,2    | 224,0       |
| 2.      | 54          | Erik Johnsen            | Norwegia        | 114,5     | 60,7    | 53,0    | 113,7   | 102,0     | 43,2     | 51,0     | 94,2     | 207,9       |
| 3.      | 2           | Matjaž Debelak          | Jugosławia      | 113,0     | 58,6    | 49,0    | 107,6   | 108,0     | 51,6     | 48,5     | 100,1    | 207,7       |
| 4.      | 38          | Thomas Klauser          | RFN             | 114,5     | 60,7    | 51,0    | 111,7   | 102,5     | 43,9     | 49,5     | 93,4     | 205,1       |
| 5.      | 44          | Pavel Ploc              | Czechosłowacja  | 114,5     | 60,7    | 52,0    | 112,7   | 102,5     | 43,9     | 47,5     | 91,4     | 204,1       |
| 6.      | 45          | Andreas Felder          | Austria         | 113,5     | 59,3    | 51,0    | 110,3   | 103,0     | 44,6     | 49,0     | 93,6     | 203,9       |
| 7.      | 51          | Horst Bulau             | Kanada          | 112,5     | 57,9    | 51,5    | 109,4   | 99,5      | 39,7     | 48,5     | 88,2     | 197,6       |
| 8.      | 48          | Staffan Tällberg        | Szwecja         | 110,0     | 54,4    | 50,5    | 104,9   | 102,0     | 43,2     | 48,5     | 91,7     | 196,6       |
| 9.      | 18          | Matjaž Zupan            | Jugosławia      | 111,5     | 56,5    | 53,5    | 110,0   | 98,5      | 38,3     | 47,5     | 85,8     | 195,8       |
| 10.     | 53          | Miran Tepeš             | Jugosławia      | 105,0     | 47,4    | 51,0    | 98,4    | 102,5     | 43,9     | 52,5     | 96,4     | 194,8       |
| 11.     | 25          | Jari Puikkonen          | Finlandia       | 106,0     | 48,8    | 50,5    | 99,3    | 103,5     | 45,3     | 50,0     | 95,3     | 194,6       |
| 12.     | 12          | Heinz Kuttin            | Austria         | 112,0     | 57,2    | 51,0    | 108,2   | 98,5      | 38,3     | 47,0     | 85,3     | 193,5       |
| 13.     | 50          | Piotr Fijas             | Polska          | 107,5     | 50,9    | 49,0    | 99,9    | 102,0     | 43,2     | 49,5     | 92,7     | 192,6       |
| 14.     | 9           | Ladislav Dluhoš         | Czechosłowacja  | 107,0     | 50,2    | 49,0    | 99,2    | 101,0     | 41,8     | 48,5     | 90,3     | 189,5       |
| 15.     | 5           | Jon Inge Kjørum         | Norwegia        | 107,0     | 50,2    | 49,0    | 99,2    | 101,5     | 42,5     | 47,5     | 90,0     | 189,2       |
| 16.     | 1           | Ari-Pekka Nikkola       | Finlandia       | 106,0     | 48,8    | 48,5    | 97,3    | 102,0     | 43,2     | 48,5     | 91,7     | 189,0       |
| 17.     | 41          | Ole Christian Eidhammer | Norwegia        | 108,5     | 52,3    | 52,5    | 104,8   | 98,0      | 37,6     | 45,5     | 83,1     | 187,9       |
| 18.     | 10          | Jan Boklöv              | Szwecja         | 109,0     | 53,0    | 46,5    | 99,5    | 100,0     | 40,4     | 45,5     | 85,9     | 185,4       |
| 19.     | 16          | Vegard Opaas            | Norwegia        | 106,0     | 48,8    | 51,0    | 99,8    | 97,5      | 36,9     | 48,5     | 85,4     | 185,2       |
| 20.     | 3           | Günther Stranner        | Austria         | 112,0     | 57,2    | 49,5    | 106,7   | 94,5      | 32,7     | 45,5     | 78,2     | 184,9       |
| 21.     | 20          | Anders Daun             | Szwecja         | 104,5     | 46,7    | 48,5    | 95,2    | 100,0     | 40,4     | 47,5     | 87,9     | 183,1       |
| 22.     | 27          | Remo Lederer            | NRD             | 105,5     | 48,1    | 50,0    | 98,1    | 97,0      | 36,2     | 47,5     | 83,7     | 181,8       |
| 22.     | 36          | Per-Inge Tällberg       | Szwecja         | 106,0     | 48,8    | 49,0    | 97,8    | 99,0      | 39,0     | 45,0     | 84,0     | 181,8       |
| 24.     | 15          | Jiří Malec              | Czechosłowacja  | 109,0     | 53,0    | 48,0    | 101,0   | 97,0      | 36,2     | 44,0     | 80,2     | 181,2       |
| 25.     | 56          | Didier Mollard          | Francja         | 108,0     | 51,6    | 49,5    | 101,1   | 94,0      | 32,0     | 44,5     | 76,5     | 177,6       |
| 25.     | 11          | Peter Rohwein           | RFN             | 106,0     | 48,8    | 47,5    | 96,3    | 96,0      | 34,8     | 46,5     | 81,3     | 177,6       |
| 27.     | 47          | Christian Hauswirth     | Szwajcaria      | 105,0     | 47,4    | 47,5    | 94,9    | 97,0      | 36,2     | 46,0     | 82,2     | 177,1       |
| 28.     | 26          | Ernst Vettori           | Austria         | 103,0     | 44,6    | 49,5    | 94,1    | 96,5      | 35,5     | 47,0     | 82,5     | 176,6       |
| 29.     | 28          | Jiří Parma              | Czechosłowacja  | 99,5      | 39,7    | 49,5    | 89,2    | 98,0      | 37,6     | 48,5     | 86,1     | 175,3       |
| 30.     | 4           | Gérard Balanche         | Szwajcaria      | 105,0     | 47,4    | 48,0    | 95,4    | 94,5      | 32,7     | 44,5     | 77,2     | 172,6       |
| 31.     | 43          | Jens Weißflog           | NRD             | 104,5     | 46,7    | 49,0    | 95,7    | 93,5      | 31,3     | 45,0     | 76,3     | 172,0       |
| 32.     | 46          | Mike Holland            | USA             | 105,0     | 47,4    | 49,5    | 96,9    | 92,0      | 29,2     | 44,5     | 73,7     | 170,6       |
| 33.     | 57          | Akira Satō              | Japonia         | 100,0     | 40,4    | 48,0    | 88,4    | 96,0      | 34,8     | 47,0     | 81,8     | 170,2       |
| 34.     | 23          | Andreas Bauer           | RFN             | 103,0     | 44,6    | 49,5    | 94,1    | 93,5      | 31,3     | 44,5     | 75,8     | 169,9       |
| 35.     | 22          | Steve Collins           | Kanada          | 100,0     | 40,4    | 47,5    | 87,9    | 97,0      | 36,2     | 45,0     | 81,2     | 169,1       |
| 36.     | 52          | Josef Heumann           | RFN             | 102,0     | 43,2    | 47,5    | 90,7    | 95,0      | 33,4     | 43,0     | 76,4     | 167,1       |
| 37.     | 13          | Jan Kowal               | Polska          | 102,0     | 43,2    | 46,5    | 89,7    | 93,0      | 30,6     | 44,0     | 74,6     | 164,3       |
| 38.     | 14          | Pekka Suorsa            | Finlandia       | 99,5      | 39,7    | 44,0    | 83,7    | 97,0      | 36,2     | 43,5     | 79,7     | 163,4       |
| 39.     | 58          | Sandro Sambugaro        | Włochy          | 100,0     | 40,4    | 45,0    | 85,4    | 94,5      | 32,7     | 43,5     | 76,2     | 161,6       |
| 40.     | 34          | Primož Ulaga            | Jugosławia      | 94,5      | 32,7    | 39,5    | 72,2    | 101,0     | 41,8     | 47,0     | 88,8     | 161,0       |
| 40.     | 30          | Emił Zografski          | Bułgaria        | 101,5     | 42,5    | 45,5    | 88,0    | 94,0      | 32,0     | 41,0     | 73,0     | 161,0       |
| 42.     | 40          | Mark Konopacke          | USA             | 100,0     | 40,4    | 43,5    | 83,9    | 96,0      | 34,8     | 41,5     | 76,3     | 160,2       |
| 43.     | 32          | Fabrice Piazzini        | Szwajcaria      | 105,0     | 47,4    | 26,5    | 73,9    | 99,0      | 39,0     | 44,0     | 83,0     | 156,9       |
| 44.     | 19          | Christoph Lehmann       | Szwajcaria      | 101,0     | 41,8    | 45,5    | 87,3    | 90,0      | 26,4     | 39,5     | 65,9     | 153,2       |
| 45.     | 33          | Virginio Lunardi        | Włochy          | 100,0     | 40,4    | 45,0    | 85,4    | 89,0      | 25,0     | 40,5     | 65,5     | 150,9       |
| 46.     | 55          | Władimir Brejczew       | Bułgaria        | 101,5     | 42,5    | 44,0    | 86,5    | 86,5      | 21,5     | 39,5     | 61,0     | 147,5       |
| 47.     | 21          | Shin’ichi Tanaka        | Japonia         | 99,0      | 39,0    | 44,0    | 83,0    | 88,5      | 24,3     | 40,0     | 64,3     | 147,3       |
| 48.     | 37          | Masaru Nagaoka          | Japonia         | 99,0      | 39,0    | 43,5    | 82,5    | 89,0      | 25,0     | 38,5     | 63,5     | 146,0       |
| 49.     | 7           | Chris Hastings          | USA             | 94,0      | 32,0    | 42,0    | 74,0    | 93,0      | 30,6     | 40,5     | 71,1     | 145,1       |
| 50.     | 17          | Ted Langlois            | USA             | 95,0      | 33,4    | 42,5    | 75,9    | 90,0      | 26,4     | 40,5     | 66,9     | 142,8       |
| 51.     | 29          | Bernat Solà             | Hiszpania       | 96,5      | 35,5    | 43,0    | 78,5    | 86,0      | 20,8     | 40,0     | 60,8     | 139,3       |
| 52.     | 8           | Katsushi Tao            | Japonia         | 96,0      | 34,8    | 44,0    | 78,8    | 85,0      | 19,4     | 40,0     | 59,4     | 138,2       |
| 53.     | 31          | Ron Richards            | Kanada          | 93,0      | 30,6    | 43,0    | 73,6    | 84,0      | 18,0     | 36,5     | 54,5     | 128,1       |
| 54.     | 6           | Todd Gillman            | Kanada          | 96,0      | 34,8    | 46,0    | 80,8    | 86,5      | 21,5     | 8,5      | 30,0     | 110,8       |
| 55.     | 24          | Michael Edwards         | Wielka Brytania | 71,0      | 0,0     | 30,0    | 30,0    | 67,0      | 0,0      | 27,5     | 27,5     | 57,5        |
| –       | 35          | Michaił Jesin           | ZSRR            | DNS       | DNS     | DNS     | DNS     | DNS       | DNS      | DNS      | DNS      | DNS         |
| –       | 39          | Frédéric Berger         | Francja         | DNS       | DNS     | DNS     | DNS     | DNS       | DNS      | DNS      | DNS      | DNS         |
| –       | 42          | Eduard Subocz           | ZSRR            | DNS       | DNS     | DNS     | DNS     | DNS       | DNS      | DNS      | DNS      | DNS         |

### Konkurs drużynowy na skoczni K-114 (24.02.1988)
W tabeli przekreślono noty, których nie wliczano do noty łącznej poszczególnych zespołów.
| Miejsce | Nr startowy | Reprezentacja     | Zawodnik                | I seria   | I seria | I seria | I seria | II seria  | II seria | II seria | II seria | Nota łączna |
| Miejsce | Nr startowy | Reprezentacja     | Zawodnik                | Odległość | Nota    | Nota    | Nota    | Odległość | Nota     | Nota     | Nota     | Nota łączna |
| Miejsce | Nr startowy | Reprezentacja     | Zawodnik                | Odległość | Skok    | Styl    | Suma    | Odległość | Skok     | Styl     | Suma     | Nota łączna |
| ------- | ----------- | ----------------- | ----------------------- | --------- | ------- | ------- | ------- | --------- | -------- | -------- | -------- | ----------- |
| 1.      | 11-1        | Finlandia         | Ari-Pekka Nikkola       | 110,5     | 55,1    | 51,5    | 106,6   | 108,5     | 52,3     | 49,0     | 101,3    | 634,4       |
| 1.      | 11-2        | Finlandia         | Matti Nykänen           | 115,5     | 62,1    | 52,5    | 114,6   | 114,5     | 60,7     | 53,5     | 114,2    | 634,4       |
| 1.      | 11-3        | Finlandia         | Tuomo Ylipulli          | 105,5     | 48,1    | 51,0    | 99,1    | 102,0     | 43,2     | 50,0     | 93,2     | 634,4       |
| 1.      | 11-4        | Finlandia         | Jari Puikkonen          | 104,0     | 46,0    | 49,0    | 91,0    | 105,5     | 48,1     | 50,5     | 98,6     | 634,4       |
| 2.      | 6-1         | Jugosławia        | Primož Ulaga            | 102,0     | 43,2    | 49,5    | 92,7    | 110,0     | 54,4     | 54,0     | 108,4    | 625,5       |
| 2.      | 6-2         | Jugosławia        | Matjaž Zupan            | 109,5     | 53,7    | 53,0    | 106,7   | 108,5     | 52,3     | 52,5     | 104,8    | 625,5       |
| 2.      | 6-3         | Jugosławia        | Matjaž Debelak          | 110,5     | 55,1    | 49,0    | 104,1   | 110,0     | 54,4     | 49,0     | 103,4    | 625,5       |
| 2.      | 6-4         | Jugosławia        | Miran Tepeš             | 103,0     | 44,6    | 53,5    | 98,1    | 102,0     | 43,2     | 51,5     | 94,7     | 625,5       |
| 3.      | 10-1        | Norwegia          | Ole Christian Eidhammer | 102,0     | 43,2    | 51,0    | 94,2    | 96,5      | 35,5     | 47,5     | 83,0     | 596,1       |
| 3.      | 10-2        | Norwegia          | Jon Inge Kjørum         | 78,0      | 9,6     | 29,5    | 39,1    | 101,0     | 41,8     | 47,5     | 89,3     | 596,1       |
| 3.      | 10-3        | Norwegia          | Ole Gunnar Fidjestøl    | 104,5     | 46,7    | 46,5    | 93,2    | 107,0     | 50,2     | 50,5     | 100,7    | 596,1       |
| 3.      | 10-4        | Norwegia          | Erik Johnsen            | 109,5     | 53,7    | 54,5    | 108,2   | 111,5     | 56,5     | 54,0     | 110,5    | 596,1       |
| 4.      | 8-1         | Czechosłowacja    | Ladislav Dluhoš         | 100,5     | 41,1    | 46,0    | 87,1    | 96,0      | 34,8     | 43,5     | 78,3     | 586,8       |
| 4.      | 8-2         | Czechosłowacja    | Jiří Malec              | 109,5     | 53,7    | 50,0    | 103,7   | 102,0     | 43,2     | 46,5     | 89,7     | 586,8       |
| 4.      | 8-3         | Czechosłowacja    | Pavel Ploc              | 106,0     | 48,8    | 48,5    | 97,3    | 111,0     | 55,8     | 51,0     | 106,8    | 586,8       |
| 4.      | 8-4         | Czechosłowacja    | Jiří Parma              | 103,0     | 44,6    | 50,5    | 95,1    | 102,0     | 43,2     | 51,0     | 94,2     | 586,8       |
| 5.      | 9-1         | Austria           | Ernst Vettori           | 102,0     | 43,2    | 51,5    | 94,7    | 101,0     | 41,8     | 49,5     | 91,3     | 577,6       |
| 5.      | 9-2         | Austria           | Heinz Kuttin            | 104,0     | 46,0    | 47,0    | 93,0    | 108,5     | 52,3     | 48,0     | 100,3    | 577,6       |
| 5.      | 9-3         | Austria           | Günther Stranner        | 106,0     | 48,8    | 50,0    | 98,8    | 106,5     | 49,5     | 50,0     | 99,5     | 577,6       |
| 5.      | 9-4         | Austria           | Andreas Felder          | 102,0     | 43,2    | 47,5    | 90,7    | 98,0      | 37,6     | 48,0     | 85,6     | 577,6       |
| 6.      | 7-1         | RFN               | Andreas Bauer           | 98,5      | 38,3    | 46,5    | 84,8    | 101,0     | 41,8     | 48,5     | 90,3     | 559,0       |
| 6.      | 7-2         | RFN               | Peter Rohwein           | 102,0     | 43,2    | 47,0    | 90,2    | 98,0      | 37,6     | 46,5     | 84,1     | 559,0       |
| 6.      | 7-3         | RFN               | Thomas Klauser          | 105,0     | 47,4    | 50,0    | 97,4    | 107,0     | 50,2     | 50,0     | 100,2    | 559,0       |
| 6.      | 7-4         | RFN               | Josef Heumann           | 102,0     | 43,2    | 47,0    | 90,2    | 102,0     | 43,2     | 47,5     | 90,7     | 559,0       |
| 7.      | 5-1         | Szwecja           | Per-Inge Tällberg       | 102,0     | 43,2    | 49,5    | 92,2    | 91,0      | 27,8     | 41,5     | 69,3     | 539,7       |
| 7.      | 5-2         | Szwecja           | Anders Daun             | 99,0      | 39,0    | 46,5    | 85,5    | 102,0     | 43,2     | 45,5     | 88,7     | 539,7       |
| 7.      | 5-3         | Szwecja           | Jan Boklöv              | 101,5     | 42,5    | 46,0    | 88,5    | 103,0     | 44,6     | 47,0     | 91,6     | 539,7       |
| 7.      | 5-4         | Szwecja           | Staffan Tällberg        | 99,0      | 39,0    | 48,5    | 87,5    | 102,0     | 43,2     | 48,0     | 91,2     | 539,7       |
| 8.      | 4-1         | Szwajcaria        | Gérard Balanche         | 100,0     | 40,4    | 47,0    | 87,4    | 100,5     | 41,1     | 46,5     | 87,6     | 516,1       |
| 8.      | 4-2         | Szwajcaria        | Christoph Lehmann       | 95,0      | 33,4    | 40,5    | 73,9    | 98,5      | 38,3     | 44,5     | 82,8     | 516,1       |
| 8.      | 4-3         | Szwajcaria        | Fabrice Piazzini        | 98,0      | 37,6    | 44,0    | 81,6    | 99,0      | 39,0     | 45,5     | 84,5     | 516,1       |
| 8.      | 4-4         | Szwajcaria        | Christian Hauswirth     | 101,0     | 41,8    | 47,5    | 89,3    | 99,5      | 39,7     | 46,0     | 85,7     | 516,1       |
| 9.      | 3-1         | Kanada            | Horst Bulau             | 100,0     | 40,4    | 47,5    | 87,9    | 102,0     | 43,2     | 48,0     | 91,2     | 497,2       |
| 9.      | 3-2         | Kanada            | Steve Collins           | 98,0      | 37,6    | 45,5    | 83,1    | 95,0      | 33,4     | 43,5     | 76,9     | 497,2       |
| 9.      | 3-3         | Kanada            | Todd Gillman            | 89,0      | 25,0    | 42,0    | 67,0    | 91,5      | 28,5     | 43,0     | 71,5     | 497,2       |
| 9.      | 3-4         | Kanada            | Ron Richards            | 96,0      | 34,8    | 44,0    | 78,8    | 96,0      | 34,8     | 44,5     | 79,3     | 497,2       |
| 10.     | 2-1         | Stany Zjednoczone | Ted Langlois            | 88,0      | 23,6    | 40,0    | 63,6    | 90,0      | 26,4     | 42,5     | 68,9     | 496,8       |
| 10.     | 2-2         | Stany Zjednoczone | Mark Konopacke          | 96,0      | 34,8    | 43,5    | 78,3    | 94,0      | 32,0     | 41,5     | 73,5     | 496,8       |
| 10.     | 2-3         | Stany Zjednoczone | Dennis McGrane          | 96,0      | 34,8    | 46,5    | 81,3    | 92,0      | 29,2     | 45,0     | 74,2     | 496,8       |
| 10.     | 2-4         | Stany Zjednoczone | Mike Holland            | 107,0     | 50,2    | 49,5    | 99,7    | 101,0     | 41,8     | 48,0     | 89,8     | 496,8       |
| 11.     | 1-1         | Japonia           | Katsushi Tao            | 88,0      | 23,6    | 38,5    | 62,1    | 93,0      | 30,6     | 42,0     | 72,6     | 468,0       |
| 11.     | 1-2         | Japonia           | Shin’ichi Tanaka        | 90,0      | 26,4    | 41,0    | 67,4    | 91,5      | 28,5     | 40,0     | 68,5     | 468,0       |
| 11.     | 1-3         | Japonia           | Masaru Nagaoka          | 98,0      | 37,6    | 44,0    | 81,6    | 95,0      | 33,4     | 42,0     | 75,4     | 468,0       |
| 11.     | 1-4         | Japonia           | Akira Satō              | 99,0      | 39,0    | 43,5    | 82,5    | 99,0      | 39,0     | 49,5     | 88,5     | 468,0       |

## Składy reprezentacji
Poniżej znajduje się zestawienie wszystkich skoczków narciarskich, którzy wystartowali w konkursach Zimowych Igrzysk Olimpijskich 1988 w Calgary. W statystykach zawodnicy uporządkowani zostali według państw, w barwach których startowali. Dodatkowo, dla 29 zawodników, którzy wystartowali w konkursach poprzednich igrzysk, podano miejsca, które w nich uzyskali. W 1988 na olimpijskich obiektach debiutowało 36 skoczków, zaś po raz trzeci wystąpiło na igrzyskach 5 zawodników, mających za sobą start w Lake Placid w 1980 (Horst Bulau, Steve Collins, Piotr Fijas, Jari Puikkonen i Miran Tepeš).
Spośród skoczków wymienionych w tym zestawieniu 18 nie zdobyło przed rozpoczęciem igrzysk punktów do klasyfikacji Pucharu Świata 1987/1988 (Frédéric Berger, Anders Daun, Michael Edwards, Chris Hastings, Michaił Jesin, Jan Kowal, Ted Langlois, Dennis McGrane, Rick Mewborn, Didier Mollard, Masaru Nagaoka, Akira Satō, Bernat Solà, Eduard Subocz, Shin’ichi Tanaka, Per-Inge Tällberg, Emił Zografski i Matjaž Zupan).
| Zawodnik                | Data urodzenia       | Miejsca na ZIO 1984 | Miejsca na ZIO 1984 | Miejsca na ZIO 1988 | Miejsca na ZIO 1988 | Miejsca na ZIO 1988 | Źródło  |
| Zawodnik                | Data urodzenia       | ind. normalna       | ind. duża           | ind. normalna       | ind. duża           | druż. duża          | Źródło  |
| ----------------------- | -------------------- | ------------------- | ------------------- | ------------------- | ------------------- | ------------------- | ------- |
| Austria (4)             |                      |                     |                     |                     |                     |                     |         |
| Andreas Felder          | 6 marca 1962         | 6.                  | 28.                 | 12.                 | 6.                  | 5.                  | [ 46 ]  |
| Heinz Kuttin            | 5 stycznia 1971      | –                   | –                   | 6.                  | 12.                 | 5.                  | [ 47 ]  |
| Günther Stranner        | 26 kwietnia 1967     | –                   | –                   | 20.                 | 20.                 | 5.                  | [ 48 ]  |
| Ernst Vettori           | 25 czerwca 1964      | 36.                 | –                   | 24.                 | 28.                 | 5.                  | [ 49 ]  |
| Bułgaria (2)            |                      |                     |                     |                     |                     |                     |         |
| Władimir Brejczew       | 16 grudnia 1958      | 19.                 | 42.                 | 53.                 | 46.                 | –                   | [ 50 ]  |
| Emił Zografski          | 3 lutego 1968        | –                   | –                   | 40.                 | 40.                 | –                   | [ 51 ]  |
| Czechosłowacja (4)      |                      |                     |                     |                     |                     |                     |         |
| Ladislav Dluhoš         | 6 października 1965  | –                   | 12.                 | 14.                 | 14.                 | 4.                  | [ 52 ]  |
| Jiří Malec              | 24 listopada 1962    | –                   | –                   | 3.                  | 24.                 | 4.                  | [ 53 ]  |
| Jiří Parma              | 9 stycznia 1963      | 10.                 | 23.                 | 5.                  | 29.                 | 4.                  | [ 54 ]  |
| Pavel Ploc              | 15 czerwca 1964      | 14.                 | 3.                  | 2.                  | 5.                  | 4.                  | [ 55 ]  |
| Finlandia (6)           |                      |                     |                     |                     |                     |                     |         |
| Risto Laakkonen         | 6 maja 1967          | –                   | –                   | 23.                 | –                   | –                   | [ 56 ]  |
| Ari-Pekka Nikkola       | 16 maja 1969         | –                   | –                   | 15.                 | 16.                 | 1.                  | [ 57 ]  |
| Matti Nykänen           | 17 lipca 1963        | 2.                  | 1.                  | 1.                  | 1.                  | 1.                  | [ 58 ]  |
| Jari Puikkonen          | 25 czerwca 1959      | 3.                  | 5.                  | 7.                  | 11.                 | 1.                  | [ 59 ]  |
| Pekka Suorsa            | 8 grudnia 1967       | –                   | –                   | –                   | 38.                 | –                   | [ 60 ]  |
| Tuomo Ylipulli          | 3 marca 1965         | –                   | –                   | –                   | –                   | 1                   | [ 61 ]  |
| Francja (2)             |                      |                     |                     |                     |                     |                     |         |
| Frédéric Berger         | 27 sierpnia 1964     | –                   | –                   | 49.                 | DNS                 | –                   | [ 62 ]  |
| Didier Mollard          | 4 grudnia 1969       | –                   | –                   | 34.                 | 25.                 | –                   | [ 63 ]  |
| Hiszpania (1)           |                      |                     |                     |                     |                     |                     |         |
| Bernat Solà             | 5 września 1965      | 56.                 | 50.                 | 57.                 | 51.                 | –                   | [ 64 ]  |
| Japonia (4)             |                      |                     |                     |                     |                     |                     |         |
| Masaru Nagaoka          | 6 sierpnia 1962      | 22.                 | 43.                 | 25.                 | 48.                 | 11.                 | [ 65 ]  |
| Akira Satō              | 19 lipca 1964        | –                   | –                   | 11.                 | 33.                 | 11.                 | [ 66 ]  |
| Shin’ichi Tanaka        | 15 maja 1959         | –                   | –                   | 52.                 | 47.                 | 11.                 | [ 67 ]  |
| Katsushi Tao            | 1 maja 1963          | –                   | –                   | 51.                 | 52.                 | 11.                 | [ 68 ]  |
| Jugosławia (5)          |                      |                     |                     |                     |                     |                     |         |
| Matjaž Debelak          | 27 sierpnia 1965     | –                   | –                   | –                   | 3.                  | 2.                  | [ 42 ]  |
| Rajko Lotrič            | 20 sierpnia 1962     | –                   | –                   | 26.                 | –                   | –                   | [ 69 ]  |
| Miran Tepeš             | 25 kwietnia 1961     | 27.                 | 45.                 | 4.                  | 10.                 | 2.                  | [ 70 ]  |
| Primož Ulaga            | 20 lipca 1962        | 57.                 | 13.                 | 30.                 | 40.                 | 2.                  | [ 71 ]  |
| Matjaž Zupan            | 27 września 1968     | –                   | –                   | 16.                 | 9.                  | 2.                  | [ 72 ]  |
| Kanada (4)              |                      |                     |                     |                     |                     |                     |         |
| Horst Bulau             | 14 sierpnia 1962     | 38.                 | 10.                 | 44.                 | 7.                  | 9.                  | [ 73 ]  |
| Steve Collins           | 13 marca 1964        | 25.                 | 36.                 | 13.                 | 35.                 | 9.                  | [ 74 ]  |
| Todd Gillman            | 24 lutego 1967       | –                   | –                   | 42.                 | 54.                 | 9.                  | [ 75 ]  |
| Ron Richards            | 5 czerwca 1963       | 29.                 | 25.                 | 32.                 | 53.                 | 9.                  | [ 76 ]  |
| NRD (2)                 |                      |                     |                     |                     |                     |                     |         |
| Remo Lederer            | 19 grudnia 1968      | –                   | –                   | 21.                 | 22.                 | –                   | [ 77 ]  |
| Jens Weißflog           | 21 lipca 1964        | 1.                  | 2.                  | 9.                  | 31.                 | –                   | [ 78 ]  |
| Norwegia (5)            |                      |                     |                     |                     |                     |                     |         |
| Ole Christian Eidhammer | 15 kwietnia 1965     | 18.                 | –                   | 19.                 | 17.                 | 3.                  | [ 79 ]  |
| Ole Gunnar Fidjestøl    | 21 marca 1960        | –                   | 31.                 | 22.                 | –                   | 3.                  | [ 80 ]  |
| Erik Johnsen            | 4 lipca 1965         | –                   | –                   | 41.                 | 2.                  | 3.                  | [ 41 ]  |
| Jon Inge Kjørum         | 23 maja 1965         | –                   | –                   | –                   | 15.                 | 3.                  | [ 81 ]  |
| Vegard Opaas            | 11 stycznia 1962     | 8.                  | 27.                 | 45.                 | 19.                 | –                   | [ 82 ]  |
| Polska (2)              |                      |                     |                     |                     |                     |                     |         |
| Piotr Fijas             | 27 czerwca 1958      | 7.                  | 17.                 | 10.                 | 13.                 | –                   | [ 83 ]  |
| Jan Kowal               | 8 lipca 1967         | –                   | –                   | 34.                 | 37.                 | –                   | [ 84 ]  |
| RFN (5)                 |                      |                     |                     |                     |                     |                     |         |
| Andreas Bauer           | 21 stycznia 1964     | 11.                 | 7.                  | 29.                 | 34.                 | 6.                  | [ 85 ]  |
| Josef Heumann           | 14 października 1964 | –                   | –                   | 31.                 | 36.                 | 6.                  | [ 86 ]  |
| Thomas Klauser          | 9 czerwca 1964       | 47.                 | 47.                 | –                   | 4.                  | 6.                  | [ 87 ]  |
| Peter Rohwein           | 26 czerwca 1962      | 44.                 | 35.                 | –                   | 25.                 | 6.                  | [ 88 ]  |
| Dieter Thoma            | 26 czerwca 1962      | –                   | –                   | 55.                 | –                   | –                   | [ 89 ]  |
| Stany Zjednoczone (6)   |                      |                     |                     |                     |                     |                     |         |
| Chris Hastings          | 17 sierpnia 1964     | –                   | –                   | –                   | 49.                 | –                   | [ 90 ]  |
| Mike Holland            | 9 grudnia 1961       | 41.                 | 37.                 | 33.                 | 32.                 | 10.                 | [ 91 ]  |
| Mark Konopacke          | 26 kwietnia 1963     | –                   | –                   | 18.                 | 42.                 | 10.                 | [ 92 ]  |
| Ted Langlois            | 25 stycznia 1968     | –                   | –                   | –                   | 50.                 | 10.                 | [ 93 ]  |
| Dennis McGrane          | 7 lipca 1962         | 33.                 | 53.                 | 43.                 | –                   | 10.                 | [ 94 ]  |
| Rick Mewborn            | 28 marca 1965        | –                   | –                   | 54.                 | –                   | –                   | [ 95 ]  |
| Szwajcaria (4)          |                      |                     |                     |                     |                     |                     |         |
| Gérard Balanche         | 18 stycznia 1968     | –                   | –                   | 37.                 | 30.                 | 8.                  | [ 96 ]  |
| Christian Hauswirth     | 23 grudnia 1965      | 48.                 | –                   | 48.                 | 27.                 | 8.                  | [ 97 ]  |
| Christoph Lehmann       | 28 grudnia 1968      | 48.                 | –                   | 56.                 | 44.                 | 8.                  | [ 98 ]  |
| Fabrice Piazzini        | 9 listopada 1965     | 53.                 | 40.                 | 17.                 | 43.                 | 8.                  | [ 99 ]  |
| Szwecja (4)             |                      |                     |                     |                     |                     |                     |         |
| Jan Boklöv              | 14 grudnia 1966      | –                   | –                   | 28.                 | 18.                 | 7.                  | [ 100 ] |
| Anders Daun             | 20 kwietnia 1963     | –                   | –                   | 27.                 | 21.                 | 7.                  | [ 101 ] |
| Per-Inge Tällberg       | 14 czerwca 1967      | –                   | –                   | 36.                 | 22.                 | 7.                  | [ 102 ] |
| Staffan Tällberg        | 17 grudnia 1970      | –                   | –                   | 8.                  | 8.                  | 7.                  | [ 103 ] |
| Wielka Brytania (1)     |                      |                     |                     |                     |                     |                     |         |
| Michael Edwards         | 5 grudnia 1963       | –                   | –                   | 58.                 | 55.                 | –                   | [ 104 ] |
| Włochy (2)              |                      |                     |                     |                     |                     |                     |         |
| Virginio Lunardi        | 22 marca 1968        | –                   | –                   | 50.                 | 45.                 | –                   | [ 105 ] |
| Sandro Sambugaro        | 6 lipca 1965         | 43.                 | 44.                 | 46.                 | 39.                 | –                   | [ 106 ] |
| ZSRR (2)                |                      |                     |                     |                     |                     |                     |         |
| Michaił Jesin           | 25 stycznia 1968     | –                   | –                   | 39.                 | DNS                 | –                   | [ 107 ] |
| Eduard Subocz           | 11 maja 1969         | –                   | –                   | 38.                 | DNS                 | –                   | [ 108 ] |